# Borșa
Borșa (în maghiară Borsa, în germană Borscha) este un oraș în județul Maramureș, Transilvania, România, format din localitățile componente Băile Borșa și Borșa (reședința).
Se află la o altitudine de 673 m deasupra nivelului mării. Are o suprafață de 424,12 km². Populația este de 27.711 locuitori, determinată în 1 decembrie 2021, prin recensământ, chestionar.
Este al treilea centru urban al județului din punct de vedere demografic, după municipiile Baia Mare și Sighetu Marmației.

## Etimologie
Etimologia numelui localității: din n.fam. Borșa (< n. pers. sl. Borša; sau din n. fam. Borș + suf. top. -a).

## Geografie

### Localizare

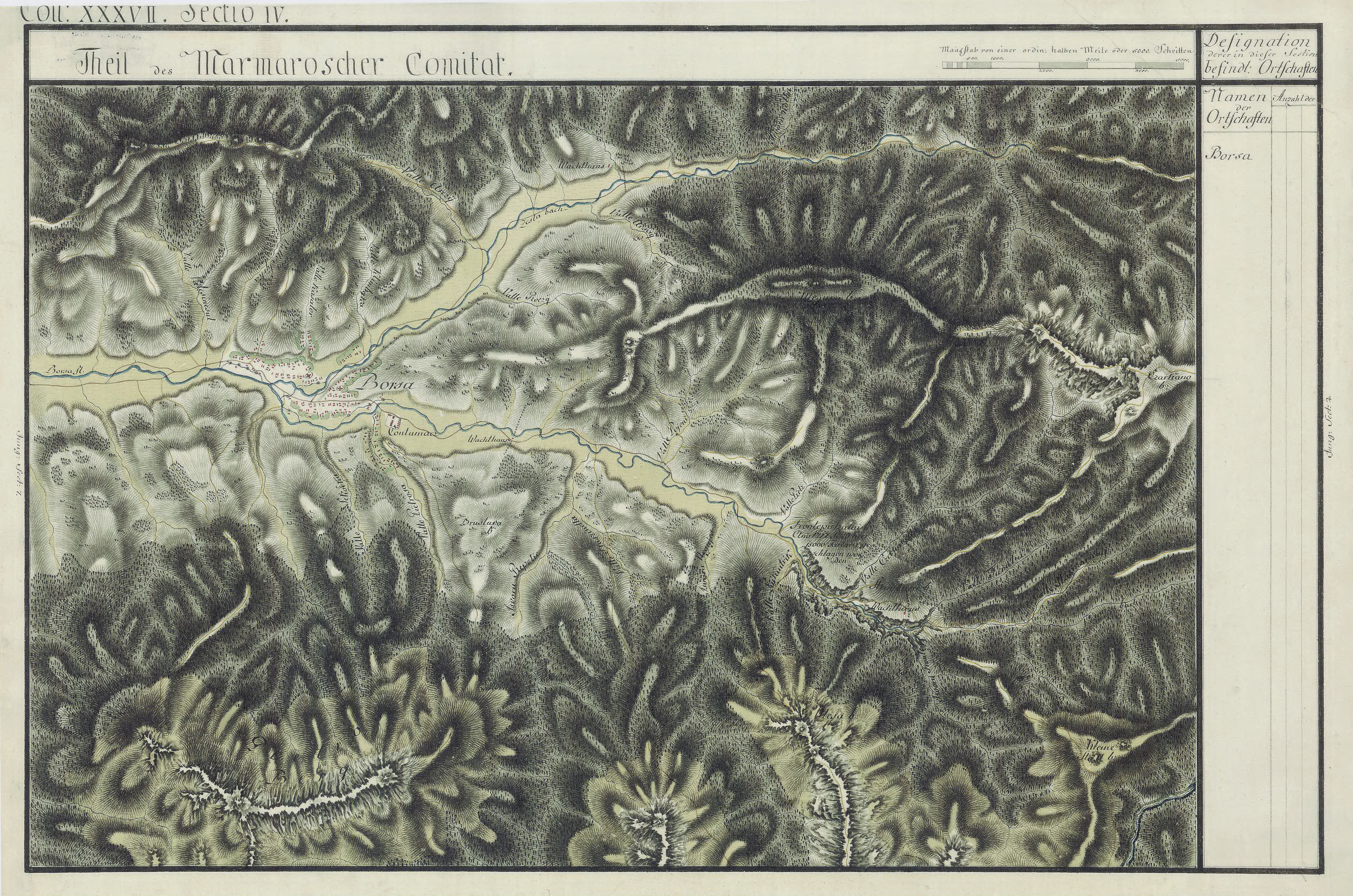
Borșa în Harta Iosefină a Comitatului Maramureșului, 1782-85

Borșa se află la 47°39′ latitudine nordică și 24°39′ longitudine estică.
Altitudinea localității este la Valea Hotarului de 617 m, în centrul orașului de 673 m., iar în complexul turistic Gura Fântânii de 823 m.
Localitatea se întinde pe o suprafață de 47482 ha, lungimea localității de-a lungul șoselei care o străbate de la Valea Hotarului – de lângă pasajul de cale ferată, până la Gura Țibăului (Râul Țibău), măsoară 52 km, fiind una dintre cele mai lungi așezări din țară.

### Relief
Relieful zonei este muntos, foarte accidentat, cu pante repezi și diferențe mari de nivel. Înălțimile care se întâlnesc în zonă țin de trei formațiuni muntoase: Munții Rodnei, Munții Maramureșului și Munții Țibău. Acești munți înconjoară o depresiune și sunt așezați ca adevărate ziduri naturale de cetate.
La sud, hotarul orașului este mărginit de culmile Munților Rodnei, cu Vârful Pietrosul Rodnei (2303 m altitudine, cel mai înalt din Carpații Orientali și care desparte Borșa de județul Bistrița Năsăud), vârfurile Negoiescul Mare și Repezii.
La poalele vârfului Toroiaga (1929,9 m altitudine – vârf din Munții Maramureșului) este situat unul dintre cartierele orașului, Băile Borșa.
În partea de răsărit se află Munții Țibău, unde prin Râul Țibău orașul are hotar cu Bucovina, mai precis cu județul Suceava. În partea nordică dincolo de vârful Toroiaga localitatea are hotar cu Ucraina, iar spre N-V hotar cu Vișeul de Sus, de care este despărțit mai întâi de Valea Vaserului - Valea Răului, iar de comuna Moisei prin Izvorul lui Dragoș.

### Căi de acces
Căile de acces rutiere sunt reprezentate de DN18 (Baia Mare – Sighetu Marmației – Vișeu de Sus – Moisei – Borșa – Prislop, Maramureș – Șesuri) care face legătura peste Pasul Prislop cu DN17 (Suceava – Câmpulung Moldovenesc – Vatra Dornei – Bistrița) și DN17C (care face legătura cu Bistrița, Năsăud și Dej)
Căile de acces aeriene (situate la distanță):
- Aeroportul Internațional Baia Mare - 150 km
- Aeroportul Internațional Avram Iancu Cluj - 170 km
- Aeroportul Internațional „Ștefan cel Mare” Suceava- 200 km

Căile de acces feroviare sunt reprezentate de:
- Linia Vișeu de Jos – Vișeu de Sus - Borșa, prin care se conectează la Vișeu de Jos de linia Salva - Sighetu Marmației. Transportul de călători pe ruta Vișeu de Jos - Borșa este sistat actual din lipsă de călători.
- Calea ferată forestieră cu ecartament îngust care asigură accesul pentru exploatările din zona Vaser – Novat. Garniturile de tren sunt prevăzute cu vagoane pentru călători (vagoane platformă sau vagoane închise).

## Istorie
Prima atestare documentară a localității datează din 1353, când se menționează că făcea parte din domeniul Cuhea ce aparținea Bogdăneștilor (în jumătatea ajunsă, înainte de acest an, în stăpânirea lui Bogdan). După alte surse, prima atestare datează din 1365 (Bors).
În 1365, regele Ungariei, Ludovic I, confiscă domeniul Bogdăneștilor (inclusiv Borșa, sub numele Borș) și-l dăruiește Drăgoșeștilor (fiilor lui Sas: Balc, Drag, Dragomir și Ștefan), această danie fiind întărită în 1373 și 1384.
Numele Borșei reapare în documente la 20 iunie 1450, când în această posesie sunt introduși Nicolae și Luca, fiii lui Ștefan, și Nan, fiul lui Hotiko din Vișeu. Un eveniment semnificativ este reprezentat de victoria obținută de borșeni sub conducerea protopopului Șandor Lupu, asupra tătarilor care se întorceau din ultima incursiune de pradă în Maramureș în 1717, la locul numit astăzi Preluca Tătarilor. Biserica din localitate a fost arsă în această incursiune și refăcută în anul 1800. Aproape la un secol distanță în 1895 a fost construită una nouă din piatră, existentă și azi. În 1774 Borșa era comună și parohie.
Într-o descriere a localității din anul 1941 se amintește că această comună răsfirată și risipită are o lungime de 59 km și o lățime de 35 km.
În anii '40, la Borșa se făceau pregătiri pentru organizarea Olimpiadei de Iarnă din anul 1948. Mai exact s-au investit aproximativ echivalentul a 100 milioane euro azi, pentru construirea de pârtii de schi, locuri de cazare, restaurante, instalații de transport pe cablu, patinoare, etc. S-a construit cea mai mare trambulină de sărituri cu schiurile numită Tighina, pârtia de schi Olimpia, centrală electrică, cabane de schi, Hotel Sport Olimpia Stibina. S-au organizat în anii '40 mai multe concursuri de schi și sărituri cu schiurile la care au participat sportivi din Germania, Norvegia, Ungaria, România, etc. Datorită faptului că frontul de est din timpul celui de al doilea război mondial s-a mutat în Pasul Prislop, s-au întrerupt lucrările și organizarea de concursuri,  iar acestea nu au mai fost reluate după 1945 iar astfel că organizarea Olimpiadei de Iarnă din 1948 a rămas doar un vis.
Oamenii care au pus sufletul și umărul la realizarea acestei investiții:
Déván István  (1891 -1977) - Directorul proiectului (maghiar)
Albert Szent-Györgyi (1893 - 1986) - Laureat în 1937 al Premiului Nobel - finanțator al proiectului (maghiar de origine română)
Herbert Heiss - specialist în amenajare pârtii de schi (german)
Benedek Frigyes - arhitectul proiectului (maghiar)
Iglóiné Eleőd Anikó - prima concurentă la schi coborâre (maghiară)
Flaviu Jurcă - prefect al județului Maramureș și susținător al proiectului (român)
Stanislaw Marusarz - constructorul trambulinei de sărituri cu schiurile (polonez)
Sepp Weiler - câștigătorul primului concurs de sărituri cu schiurile (german)
Heinrich Klopfer - săritor cu schiurile (german)
Kovács László - proprietarul mai multor cabane de schi din acea vreme (român)
Kilvády Györgyike - schioare (maghiară)

## Demografie
Componența etnică a orașului Borșa
     Români (94,01%)
     Alte etnii (1,13%)
     Necunoscută (4,86%)
Componența confesională a orașului Borșa
     Ortodocși (91,16%)
     Romano-catolici (2,5%)
     Alte religii (1,33%)
     Necunoscută (5,01%)
Conform recensământului efectuat în 2021, populația orașului Borșa se ridică la 27.711 locuitori, în creștere față de recensământul anterior din 2011, când fuseseră înregistrați 27.611 locuitori. Majoritatea locuitorilor sunt români (94,01%), iar pentru 4,86% nu se cunoaște apartenența etnică. Din punct de vedere confesional, majoritatea locuitorilor sunt ortodocși (91,16%), cu o minoritate de romano-catolici (2,5%), iar pentru 5,01% nu se cunoaște apartenența confesională.
0500010.00015.00020.00025.00030.0001977199220022011populațiePopulația istorică din Borșa
Date: Recensăminte sau birourile de statistică - grafică realizată de Wikipedia

## Administrație
Orașul Borșa este administrat de un primar și un consiliu local compus din 19 consilieri. Primarul, Ion-Sorin Timiș[*], de la Partidul Social Democrat, este în funcție din 2016. Începând cu alegerile locale din 2024, consiliul local are următoarea componență pe partide politice:
|  | Partid                          | Consilieri | Componența Consiliului | Componența Consiliului | Componența Consiliului | Componența Consiliului | Componența Consiliului | Componența Consiliului | Componența Consiliului | Componența Consiliului | Componența Consiliului | Componența Consiliului |
|  | ------------------------------- | ---------- | ---------------------- | ---------------------- | ---------------------- | ---------------------- | ---------------------- | ---------------------- | ---------------------- | ---------------------- | ---------------------- | ---------------------- |
|  | Partidul Social Democrat        | 10         |                        |                        |                        |                        |                        |                        |                        |                        |                        |                        |
|  | Partidul Național Liberal       | 5          |                        |                        |                        |                        |                        |                        |                        |                        |                        |                        |
|  | Alianța pentru Unirea Românilor | 4          |                        |                        |                        |                        |                        |                        |                        |                        |                        |                        |

## Economie
Fiind localitate monoindustrială (minieră) în perioada comunistă, Borșa a fost afectată de dispariția acestei activități începând cu anii 2000. Pe plan local astăzi, activitățile economice principale pe plan local sunt exploatarea lemnului, construcțiile și turismul. Azi în Borșa există peste 2.000 de societăți comerciale având activități diverse. În oraș funcționează în prezent 42 de firme ce exploatează și prelucrează lemnul (gatere și tâmplării), o carieră de piatră, o fabrică de prelucrare a fibrei de sticlă, două fabrici de peleți pentru foc, o stație de betoane, 8 depozite de materiale de construcții, 4 ateliere de strungărie, 5 autoservice-uri, 7 farmacii, 5 dispensare medicale, un spital, 6 bănci.  Odată cu exodul de emigranți români în vestul Europei, peste 60% din populația orașului lucrează în străinătate în special Italia, dar și în alte țări precum Regatul Unit, Franța, Germania sau Spania.

## Turism
Turismul în zonă este dezvoltat, cu maxim hibernal al activității, datorită condițiilor existente pentru practicarea sporturilor de iarnă. Skiul poate fi practicat pe două pârtii pentru avansați (Telescaun și teleschi în zona Stiol) și una în Băile Borșa cu instalație nocturnă. În zona Pârtia Olimpică, Primăria Borșa construiește o nouă pârtie de schi, cu instalație de transport pe cablu și o instalație de Telegondolă Debraiabilă de 8 locuri. Există încă din perioada interbelică o trambulină de sărituri cu schiurile, unde până în anul 2000 se organizau concursuri internaționale.
La finalul anului 2021 pârtia olimpică a fost deschisă publicului larg, dar momentan se află încă în teste.
În perioada de vară drumețiile au ca puncte de interes: Cascada cailor, cariera de piatră – în zona Complexului Turistic, vârfurile Pietrosul Rodnei, Lacul Iezer, cabana meteorologică, lacul Stiol, vârful Toroioaga și Căldarea Puzdrele. În Pasul Prislop se poate vizita cimitirul eroilor datând încă din primul război mondial cât și monumentul Preluca Tătarilor, zidit în cinstea localnicilor care au alungat hoardele tătare din Borșa în anul 1717. În Baia Borșa pot fi vizitate izvoarele cu apă minerală, sau zona Fântâna Stanchii situată chiar pe granița statului cu Ucraina.
Obiectivele turistice din Borșa sunt:
-Lacul Iezer (lac glaciar având forma României)
-Vârful Pietrosul Rodnei (cel mai înalt vârf din Carpații Orientali)
-Lacurile Buhăiescu (o salbă de 3 lacuri glaciare, cel mai adânc având 8 metri)
-zăpezile permanente (sunt pete de zăpadă care nu se topesc niciodată indiferent de cât de caldă este vara)
-Mănăstirea Pietroasa Gârle (este un ansamblu monahal construit în mare parte din lemn, păstrând specificul construcțiilor din Maramureș unde slujesc cele 13 măicuțe și preotul mănăstirii)
-Monumentul Eroilor este un ansamblu de 3 obeliscuri amplasate lângă vechiul spital militar din zona gării din Borșa, pe strada Eroilor. A fost construit la începutul anului 1918, În locul respectiv au fost înhumați 152 de eroi care au murit în luptele din Primul Război Mondial în operațiunile militare din Munții Rodnei și Munții Maramureșului.
-Biserica de lemn Sfinții Apostoli Mihail și Gavril (este singura biserică de lemn din România care are pictura realizată direct pe pereții din lemn. Este monument istoric, făcând parte din Patrimoniul Național, fiind construită la mijlocul secolului XVIII)
-Biserica de piatră Sfântul Ilie (este cea mai veche biserică din zidărie din Borșa, construită în secolul XIX, și face parte din anul 2012 din Patrimoniul Național)
-Vechile exploatări miniere din zona Bălășina (datează din anii 1800 când se exploata aur și argint de către o companie austriacă sub comanda generalului Mainz. Există și vechiul drum pe care se transporta minereul din Borșa în Iacobeni în dăsăgi agățate pe șeaua catârilor, cunoscut ca și "Drumul lui Mainz" având o lungime de 65 de km)
-Apele minerale naturale carbogazoase cunoscute sub numele de "Borcuturi" (se găsesc în toată Borșa, cu preponderență pe valea Cislei, dar și pe văile Fântâna, Birț și Cercănel)
-Cascada Cailor (este cea mai mare cădere de apă din România, cu o înălțime de peste 90 m, situată în Parcul Național Munții Rodnei. Este cel mai vizitat obiectiv turistic din Maramureș, cu peste 70.000 de turiști anual)
-Lacul Știol (este un lac glaciar situat la poalele Vârfului Gărgălau, la altitudinea de 1500 m, de aici izvorând râul Bistrița. Are cea mai curată apă și cea mai rece dintre toate lacurile din Borșa)
-Schitul Vinișorul (este un ansamblu bisericesc amplasat în sălbăticia pădurii de pe valea Cislei, construit de cel mai bogat borșean, Frank Timiș, ca mulțumire adusă lui Dumnezeu pentru viața pe care i-a dăruit-o)
-Mănăstirea Sfântul Nicolae (este un ansamblu monahal construit de o familie înstărită din Australia, născuți în Borșa, drept mulțumire adusă lui Dumnezeu pentru darul de a avea copii după o așteptare de peste 10 ani)
-Mănăstirea Sfântul Gheorghe din cartierul Poposala (este construită de un borșean înstărit care a avut noroc în viață,  muncind peste hotare și care a donat terenul și a plătit mai mult de 80% din lucrările de construire)
-Mănăstirea Prislop (este un ansamblu monahal care cuprinde mai multe construcții, situată exact în Pasul Prislop. A fost construită de borșenii plecați peste hotare la muncă, dar cel mai mult a fost finanțată și construită chiar cu propriile mâini de către Timiș Dumitru zis Tuța, care și-a dedicat întreaga viață și toate economiile pentru realizarea acestui obiectiv)
- Telegondola și Pârtia Olimpică
-Pasul Prislop ( este cel mai înalt pas rutier din România, 1416 m, situat la granița dintre Maramureș și Moldova, este locul pe unde au trecut Dragoș Vodă și Bogdan Vodă, întemeietorii Moldovei. Aici găsiți cel mai frumos peisaj din România. De aici puteți vedea în toate cele 4 zări,  la vest Maramureșul, la sud Ardealul, la est Bucovina și la nord Ucraina)
-Drumul Strategic ( este un drum ce leagă Pasul Prislop de granița cu Ucraina. A fost construit în timpul Primului Război Mondial de către armata germană, folosind prizonieri ruși. Are 25 de km lungime, este pavat cu piatră de râu așezată manual în dungă. Era în timpul celor două războaie mondiale, drumul de aprovizionare cu armament, echipamente și alimente a trupelor de frontul de est. Este un drum ce urmărește creasta Munților Maramureșului. Aici veți găsi priveliști deosebite, imaginile panoramice lăsându-vă fără cuvinte. De-a lungul lui veți întâlni urmele celor două războaie mondiale, cazemate, tranșee, gropi comune ale soldaților, cimitirul evreiesc, dar și multe stâni și cabane turistice. Din cel mai înalt punct al drumului veți vedea înspre nord, vechile relee de urmărire și transmisiuni de la granița vechiului URSS.
-Monumentul Tătarilor ( este un monument ridicat în cinstea borșenilor care au luptat cu vitejie împotriva hoardelor tătare în anul 1771, când câteva sute de borșeni, conduși de Popa Lupu Șandru, au învins o oaste de tătari de peste 10.000 de suflete. Este amplasat la urcarea spre Pasul Prislop în zona numită Preluca Tătarilor)
-Telescaunul din Complex ( este cea mai veche instalație de transport pe cablu de tip telescaun de două locuri de fabricație românească, funcțională. A fost pusă în exploatare din anul 1986, și de atunci a funcționat neîntrerupt timp de 30 de ani. Ea face legătura între Complexul Turistic din Borșa și platoul Runc, în apropierea Cascadei Cailor)
-Muzeul Rădăcinilor ( este un muzeu privat, situat la granița dintre Maramureș și Suceava. Adăpostește câteva zeci de sculpturi din rădăcini de lemn de brad realizate manual de unchiașul Stefan, proprietarul muzeului. Printr-un act semnat între Primăria din Borșa și unchiașul Ștefan, după moartea acestuia, exponatele vor trece în proprietatea primăriei și vor fi expuse la Muzeul de istorie al localității)
-Poarta Imperiului (este vorba de vechea bornă care indica intrarea în Imperiul Habsburgic situată pe malul drept al râului Țibou. Aici era la începutul secolului XIX granița de est al marelui Imperiu Habsburgic)
-Centrul de Vizitare, Promovare și Conștientizare a Parcului Național Munții Rodnei (este un obiectiv situat în Pasul Prislop, și care vă prezintă biodiversitatea de floră și faună din Munții Rodnei)
-Casa Muzeu (este o gospodărie țărănească tradițională din Borșa, veche de peste 100 de ani, care ne arată cum se trăia pe aceste meleaguri acum un secol. Adăpostește diverse obiecte casnice folosite în gospodăriile țărănești cum ar fi: îmbrăcăminte, unelte, oale, covoare, lenjerii, icoane, și fotografii vechi)
-Primăria ( aici veți găsi expus cel mai vechi artefact descoperit în Borșa. Este vorba de o ulcică, datând din epoca bronzului, având o vechime de peste 3.000 de ani, aceasta fiind găsită de un localnic pe Muntele Geamănul de pe teritoriul Borșei. Tot în sediul primăriei veți avea posibilitatea de a vedea expoziția de fotografii vechi și noi, cu imagini și oameni de seamă ai localității. Cea mai veche fotografie este realizată în anul 1856. Pe un panou mare o să aveți posibilitatea să aflați cum era posibil ca în anul 1948, la Borșa, să se organizeze Olimpiada de Iarnă)
Se poate ajunge relativ ușor la Sighetul Marmației, pe Valea Izei cu toate bisericuțele și porțile sale din lemn prin care este celebru Maramureșul, sau la Săpânța pentru a vizita Cimitirul Vesel.
În Borșa există peste 2.000 de locuri de cazare în hoteluri, moteluri, pensiuni și case de vacanță. Cele 5 hoteluri de 3 și 2 stele sunt: Hotel Nord, Hotel Roman, Hotel Victoria, Hotel Cerbu și Hotel Păltiniș. Primele două dispunând și de centre SPA cu piscină interioară. În prezent în Borșa există 3 hoteluri care au aparținut OJT Maramureș și care sunt lăsate în paragină. Acestea sunt Hotel Cascada (proprietar în prezent CAS Maramureș), Hotel Brădet (proprietar privat) și Hotel Stibina (proprietar Ministerul Sănătății).
Dintre pensiuni, amintim: Royal, Dorin, Vălcinet, Rustic, Carmen, Văduri, Pietrosul, Vânătorul, Vaduri, Titi, Borșa, Poiana, Paul, Raluca, Alexis, Fântâna, Hantig, Ancuța, Anca, etc.

## Cultură
Activitatea culturală se desfășoară în cadrul a două instituții de profil și anume Casa de Cultură Borșa și Biblioteca Orășenească.

### Casa de Cultură Borșa
Sub egida Casei de Cultură își desfășoară activitatea Ansamblul Folcloric "Cercanelul", Ansamblul Colibri (dans modern și balet) și Grupul de canto "Dreamers". Activitatea culturală este îmbogățită de festivalurile ”Nopți de Sânziene”, ”Hora la Prislop”, ”Serbările Zăpezii” și ”Festivalul Luminii” (organizat în parcul de lângă Primăria orașului și pe Aleea Inimii din spatele instituției administrative).

### Biblioteca Orășenească Borșa
Înființată în anul 1956 ca  bibliotecă comunală, aceasta și-a schimbat statutul în bibliotecă orășenească în anul 1968, când localității i s-a atribuit  statutul de oraș. Instituția funcționează ca bibliotecă publică cu caracter enciclopedic. Activitatea este coordonată de către Grec Tinuța, director și Timiș Viorica-Daniela, bibliotecar.
Dispune de un fond de carte de aproximativ 20000 volume, reprezentativ, într-o măsură mai mare sau mai mică, pentru toate domeniile cunoștințelor umane, cu o preponderență a documentelor cuprinse în bibliografia școlară, dat fiind numărul mare al utilizatorilor din această categorie socio-profesională. Amplasată în sediul actual al Primăriei la etajul al II-lea, biblioteca asigură și organizarea unor evenimente culturale cum ar fi: expoziții de carte, programe și activități cultural-artistice, lansări de carte, expoziții de pictură și activități educative. 
Din luna mai a anului 2014, în cadrul bibliotecii s-a înființat Cenaclul Literar ”FLOARE-DE-COLȚ”, care promovează creațiile proprii ale iubitorilor de literatură din Borșa.

## Monumente istorice

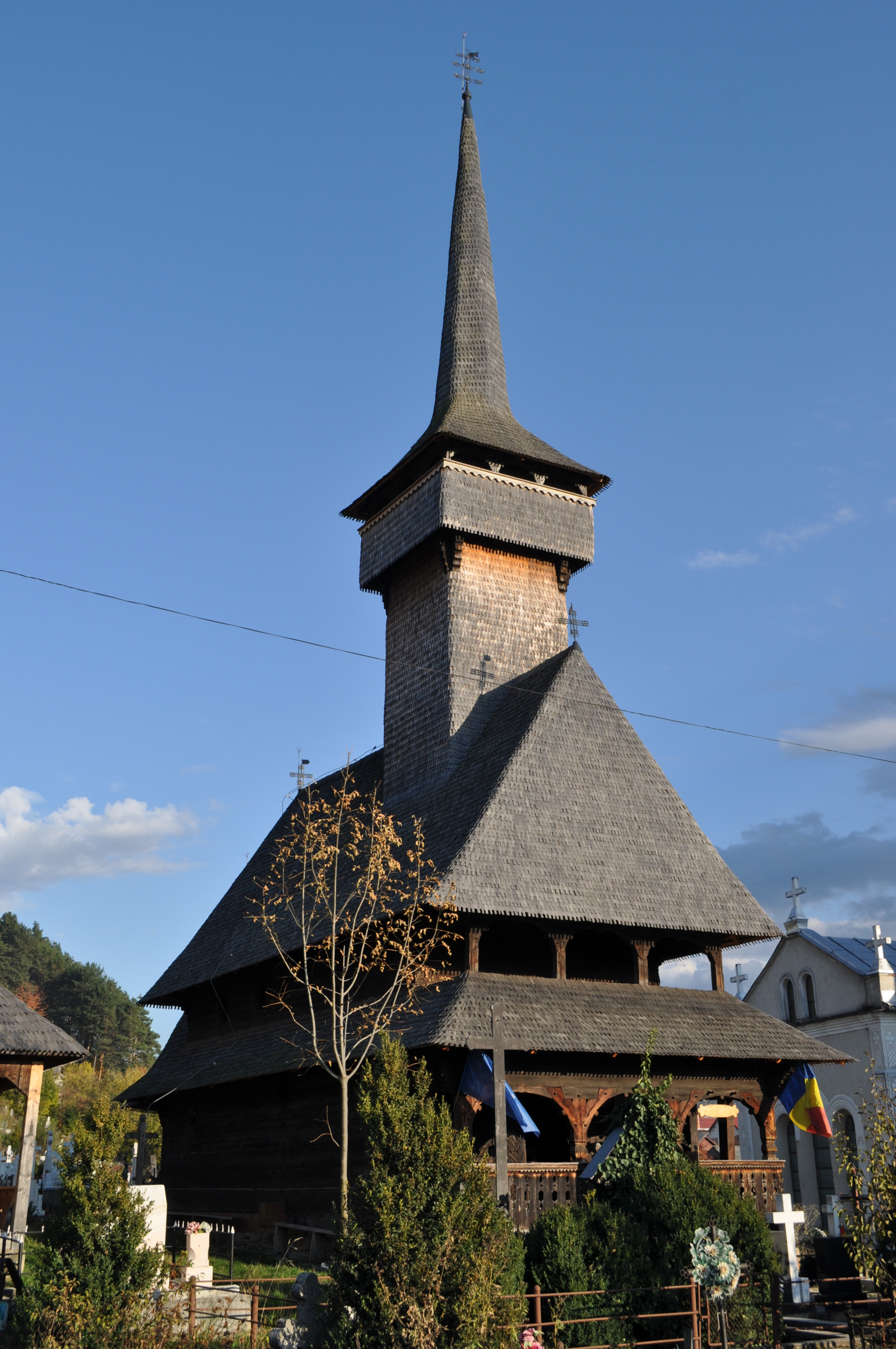
Biserica de lemn „Sfinții Arhangheli”, construită în secolul al XVIII-lea (monument istoric)

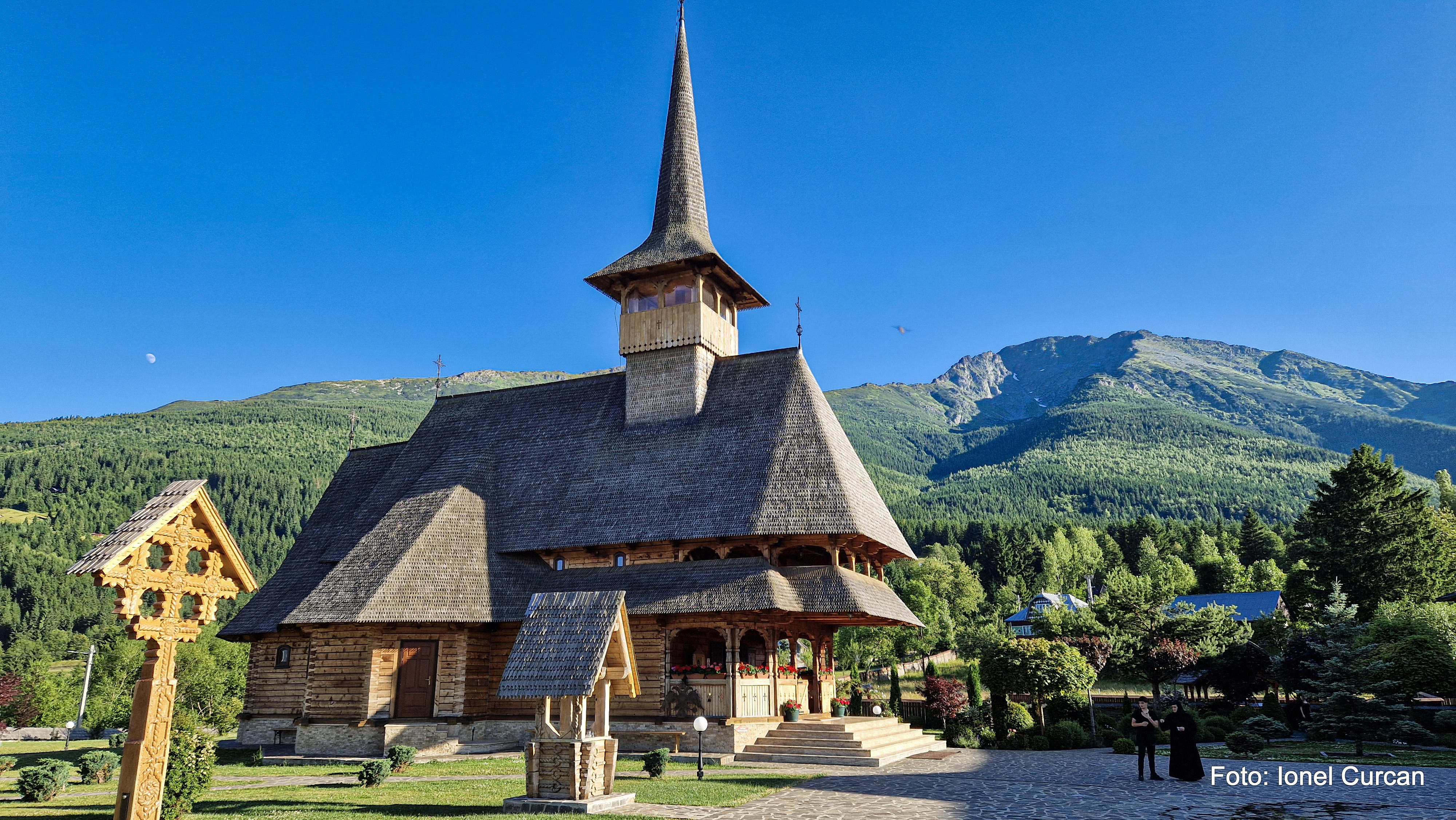
Manastirea Pietroasa din Borșa

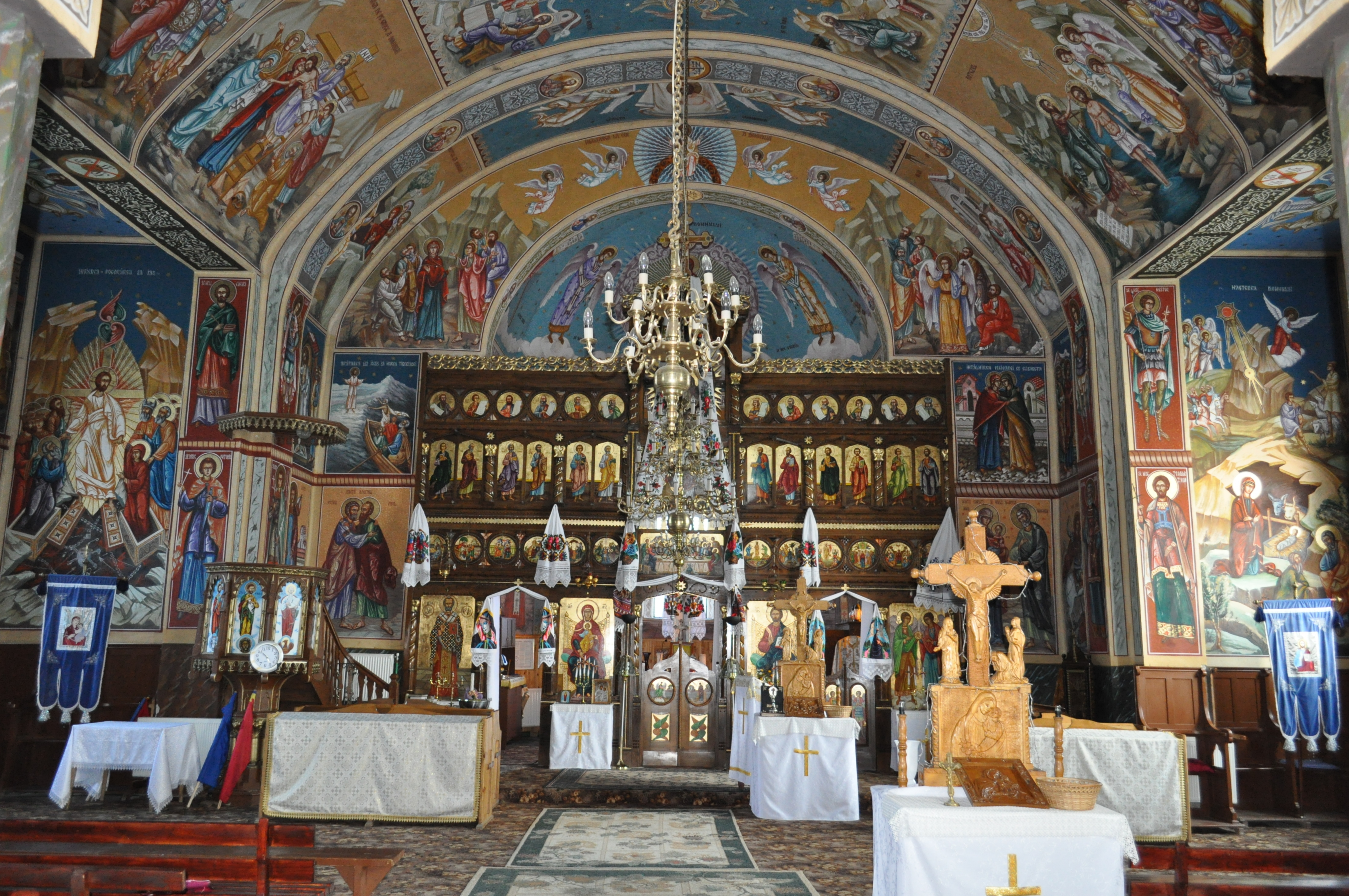
Biserica ortodoxă de zid „Sfinții Împărați Constantin și Elena” (1934)

- Biserica „Sfântul Ilie Tesviteanul”
- Biserica de lemn „Sf. Arhangheli” (1700)
- Monumentul Eroilor (1917)
- Monumentul Tătarilor

## Așezăminte monahale
- Schitul ortodox Borșa-Pietroasa, cu hramul “Tăierea capului Sf. Ioan Botezătorul” (2007).
- Mănăstirea Sfânta Treime - Prislop, cu hramul „Schimbarea la Față”.

În Borșa sunt construite 29 de biserici din care 21 ortodoxe ( Mănăstirea Prislop, Biserica de lemn Fântâna, Biserica Fântâna, Biserica Poiana Sus, Biserica Poiana Jos, Biserica Repedea, Mănăstirea Poposală, Biserica de lemn Centru Parc, Biserica de piatră Centru Monument Istoric, Biserica Centru 1, Biserica de lemn Centru Monument Istoric, Biserica Centru Izvor, Biserica Veche Vălcinet, Biserica Nouă Vălcinet, Biserica Pietroasa, Mănăstirea Pietroasa, Biserica Rotundu, Mănăstirea Baia Borșa, Biserica Baia Borșa, Schitul Vinișorul), Capela Spital, 6 catolice (Biserica Birt, Biserica Rături, Biserica Centru și Biserica Baia Borșa), o biserică adventistă și o biserică de ziua a 7-a.

## Obiceiuri și tradiții din Borșa
De cum începe postul Crăciunului, copiii și tinerii încep repetițiile pentru obiceiurile destinate nașterii Mântuitorului și Anului Nou. Copiii mici pleacă cu steaua la colindat până la miezul nopții. Numai fetițele colindă costumate în “Trei Zâne” sau “Trei Crăițe”. Tinerii și adulții colindă toată noaptea costumați în “Trei Crai” și poartă pe cap șepci de carton, înflorate cu staniol în roșu, galben și albastru, halat alb, brâu din tricolor și sabie. Între ei are loc un schimb de replici din care reiese că Isus s-a născut și în final îngenunchează pentru a-i aduce daruri. Viflaimul mic (6 persoane) și Viflaimul Mare (12 persoane) sunt adevărate piese folclorice în care se povestește despre călătoria lui Iosif cu Maria, despre ordinul lui Irod, despre cei trei crai și cei trei păstori. Îngerul încheie cu o învățătură morală.
În seara de Anul nou se umblă cu Capra, Ursul, Banda lui Bujor, Plugușorul. Piesele sunt scrise într-un stil vesel. Personajele au măști adecvate și hazlii. Fata, ca să fie frumoasă și strălucitoare ca mândrul soare, se trezește în zori și așteaptă până când astrul se ivește pe cer, rostind: “Mândre soare ce răsai cu douăzeci și patru de răzișoare/ Cu trei încinge-mă/ Cu trei încalță-mă/ Cu trei îmbracă-mă/ Cu trei pe obraz mângâie-mă/ Cu trei pe umeri împodobe-mă/ Tri în gene/ Tri sprâncene/ Tri în păr împlete-mi-le...”.
În ajunul Bobotezei se practică și acum umblatul după cruce. Tinerii sunt trimiși înaintea preotului sau diaconului și strigă: “Tiralexa grâu de vară/ Și prin pod și prin cămară,/ Ieșiți cu lumin-afară,/ Tiralexa, Tiralexa!”. Acum, fetele de măritat caută să fure din adizău câte o crenguță pentru a o pune seara sub pernă, dorind să își viseze viitorul soț. Rudele, prietenii se adună la sfințirea casei și servesc apoi țuică și mâncare de post.
De Bunavestire, în ajun, gospodarii curăță grădinile și aprind focul pe înserat pentru a îndepărta duhurile rele.
De Florii, se merge la biserică cu mâțișoare care apoi se sfințesc și se aduc în casă. Se pun la icoană, pentru a păzi casa de cumpene.
După post și rugăciune, de Paște, borșenii merg cu pasca la sfințit, iar de dimineață până la prânz copiii până la 12 ani umblă în tez, primind ouă roșii în trăistuță. Dacă se întâmplă să se strecoare copii mai mari, li se oferă ca pedeapsă, pentru a râde de ei, pranicul și cociorva.
În 23 aprilie, de Sfântul Gheorghe, borșenii sărbătoresc Ziua Orașului cu slujbă bisericească, urmată de cântec și dans și voie bună. Tot acum se sfințește și cașul, semn al păstrării păstoritului în zonă.
În seara zilei de 24 iunie a fiecărui an, feciorii și copiii, dar și fetele învârt deasupra capului făcliile. Făclia este făcută cu câteva zile înainte dintr-un par uscat, care se crapă în 4 sau în 8, iar în mijlocul parului se pune rășină într-un coș din coajă de molid. Pentru a se aprinde mai repede, se pune surcele uscate și  câlți. După ce au ars, făcliile se pun în straturile cu zarzavaturi pentru a fi ferite de dăunători. Tot acum, fetele strâng flori de Sânziene din care fac coronițe pe care le aruncă pe casă pentru a afla dacă se vor mărita sau nu curând. Noaptea, se îmbăiază în locuri neștiute, în apele curgătoare din localitate. De la copiii de 6-7 ani până la oamenii vârstnici, mai aprind pe dealuri, și în zilele noastre, făclii, fac foc la crucea de uliți, pentru a alunga gângăniile și sălbăticiunile de prin holde și livezi. 12 feciori cu făclii aprinse, descriind deasupra capului cercuri de foc, strigă “Hai, Mări, la Sânziene” sau “Făclia mare, măi coconi”, apoi se avântă într-o roată, dans ritual de mare virtuozitate și forță, rostind în cor: “Fugi soare după soare/ Că te-ajunge altu Soare,/ Du-te Soare, zină soare/ Să zină altul mai mare”. Fetele îmbrăcate în alb merg pe malul unei ape curgătoare și rostesc descântecul: “Sara buna, apă curgă-toare și mirositoare / Ți-am adus pită și sare “.
Din 1982 a intrat în tradiția borșenilor că în ziua de 24 iunie să se organizeze Festivalul Național de Folclor “Nopți de Sânziene”. 
Un alt festival renumit în această zonă este Festivalul Internațional de Folclor “HORA LA PRISLOP”. Înființat în anul 1968, acest festival reunește interpreți și ansambluri folclorice din trei județe (Maramureș, Bistrița-Năsăud și Suceava) și se desfășoară în Pasul Prislop în luna august.

## Portul popular din Borșa
Costumul femeiesc se compune din năframă în diferite culori, zgărdan din mărgele, cămașă dreaptă cu motive ornamentale prin cusătură în motive mărunte, fie geometrice, fie de stilizări vegetale în colorit policrom, pieptar în formă de vestă confecționat din blană de miel, ornamentat cu broderie din lână policromă, predominând roșul, iarna rocul, apoi zadii în dungi late, dispuse orizontal și fără bordură la capătul de jos, baierele cu care se înfășoară în talie de mai multe ori și arareori cu brâie. De asemenea, în Borșa, se poartă sugna de diferite culori, care este asemănătoare unei fuste cu creți sau pături. Poalele sunt tivite cu ajur, găurele scurte și cipcă. În picioare, femeile poartă opinci din oargă.
Costumul bărbătesc. Vara, bărbații poartă pe cap clop din paie sau pălărie de postav, iar iarna cușmă. Cămașa este scurtă cu mânecă largă, fără guler și cu mânecări frumos ornamentate, gatii, pentru vară, care sunt largi, până deasupra gleznei; cioarecii, un fel de pantaloni groși din lână, se poartă iarna. Pieptarul este confecționat din piele de miel, asemănător cu al femeii și este cea mai deosebită piesă din portul popular al borșenilor. Traista, din fir de lână, frumos ornamentată și baiere împletite în multe șuvițe, este purtată de femei și bărbați. Copiii poartă costum popular asemănător cu al adulților.

## Patrimoniu natural din regiunea Borșa

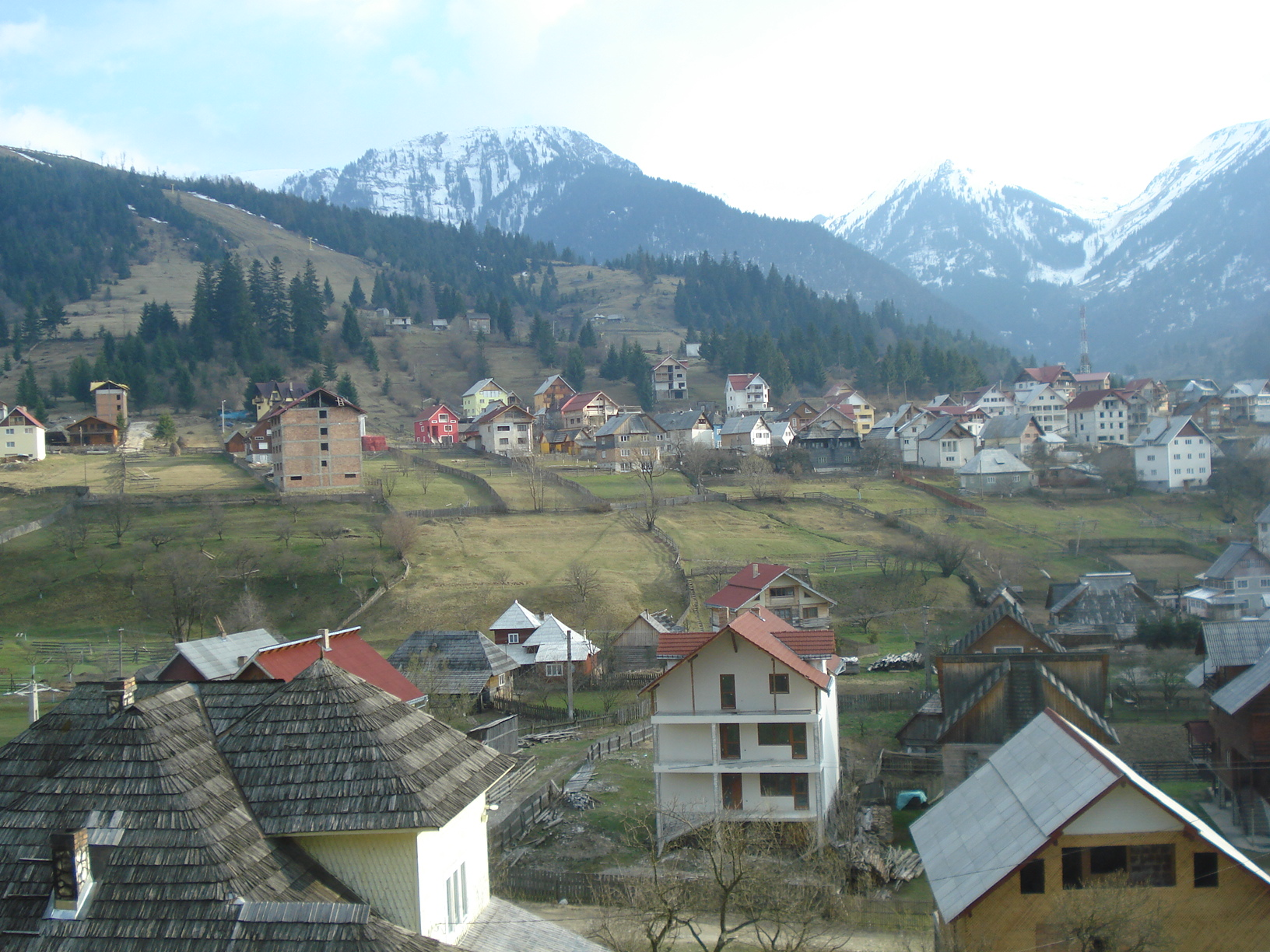
Case în Borșa

Lista de valori din patrimoniul natural de interes național din zona Borșa cuprinde rezervații ale biosferei și parcuri naționale, precum și zone cu complexitate mare și resurse naturale (păduri, ape minerale, resurse balneoclimatice, agro-pedologice și minerale).

## Parcul Național Munții Rodnei
Parcul Național Munții Rodnei este situat în proximitate.

### Rezervația Pietrosu Rodnei
Rezervația naturală ˝Pietrosu Mare˝ se află în imediata vecinătate a orașului Borșa; este cea mai mare rezervație naturală complexă (geomorfologică, floristică și faunistică) din nordul țării. Din 1979 ea a fost inclusă în rețeaua mondială de rezervații ale biosferei.

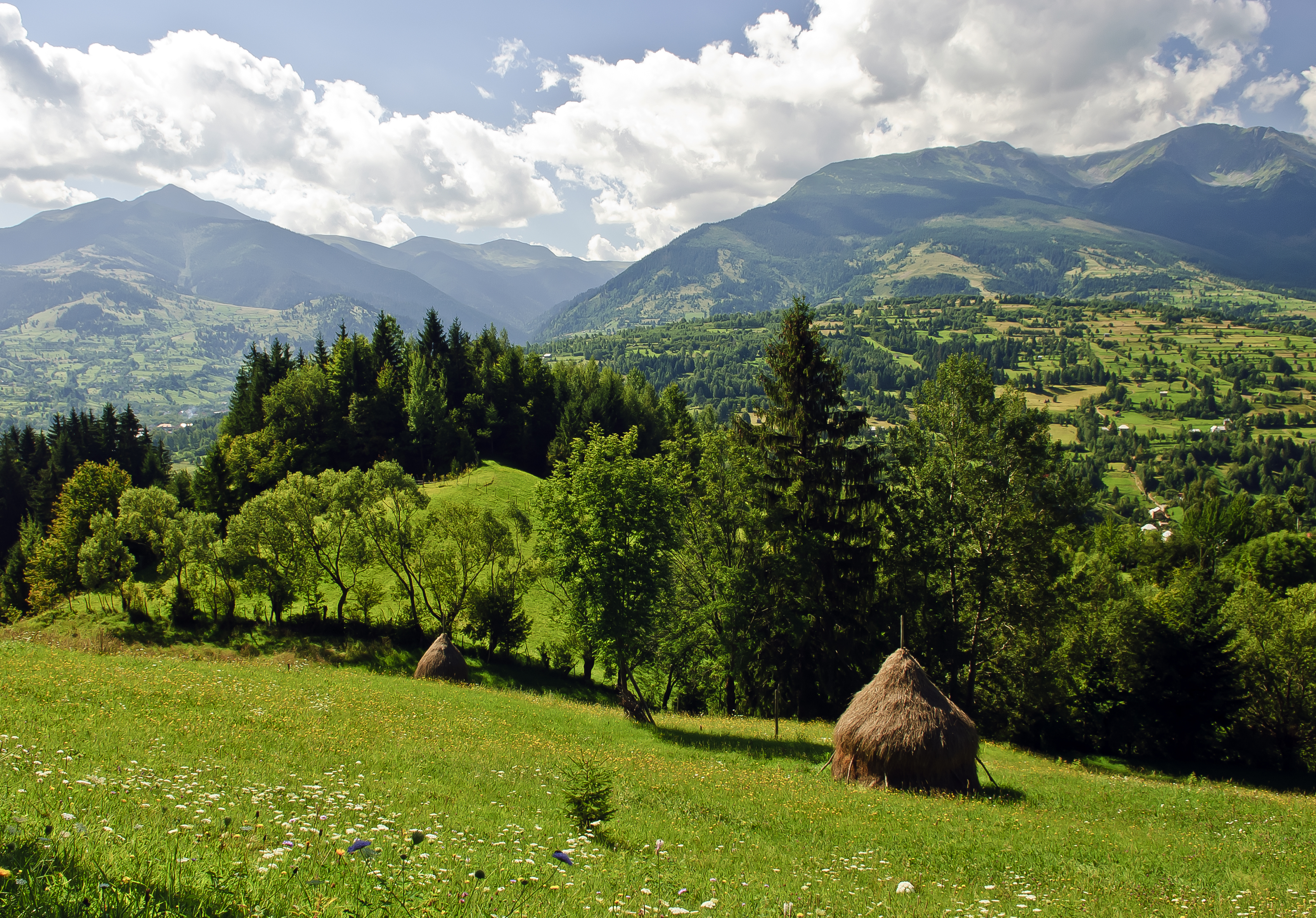
Pietrosu Mare văzut din Borșa

În perimetrul de protecție a fost inclus golul de munte cu vegetație alpină și subalpină, precum și bradul de pădure din regiune. Culmea principală – între vârful Pietrosu Mare (2303 m) și vârful Piatra Albă (2061 m) – adăpostește pe versantul nordic trei căldări glaciare, care prin peisajul lor sălbatic, sunt unice în Carpații Orientali. Versantul sudic al vârfului Pietrosu Mare adăpostește Căldarea Buhăescu – Rebra, în care sunt cantonate Tăurile Buhăescului. În rezervație se găsește o vegetație diversă, de la cea de deal până la cea alpină, incluzând un număr de specii rare, endemisme rodneene. De asemenea, aici pot fi întâlnite numeroase specii de mamifere și păsări periclitate de dispariție.

### Rezervația Cornu Nedeii – Ciungii Bălăsînii
Rezervația Cornu Nedeii - Ciungii Bălăsinii a fost înființată pentru ocrotirea cocoșului de mesteacăn și a mediului său favorit – jnepenișul.
Din cele zece puncte populate cu cocoși de mesteacăn cunoscute în România, patru se află în Munții Rodnei și patru în Munții Maramureșului. Această rezervație pare a constitui biotopul optim pentru cocoșul de munte, aici găsindu-se cea mai mare populație din țară.

### Rezervația Stâncăriile Salhoi – Zâmbroslavele
Rezervația Stâncăriile Sâlhoi - Zâmbroslavele din Munții Maramureșului are statutul de rezervație, geologică și botanică, mixtă. Ea a fost creată pentru ocrotirea plantei Cochlearia pyrenaica, relict glaciar și specie foarte rară pentru țara noastră, legată de existența condițiilor de mlaștină eutrofă. De un interes științific deosebit se bucură și stâncăriile calcaroase din acest perimetru.

### Rezervația mixtă Peștera și Izvorul Albastru al Izei
Rezervația mixtă „Peștera și Izbucul Izvorul Albastru al Izei” are scopul de a proteja izbucul (izvorul) de la obârșia Izei, păstrându-i climatul, vegetația și peisajul.
Peștera de la Izvorul Izei are statutul de rezervație speologică.

### Rezervația Piatra Rea

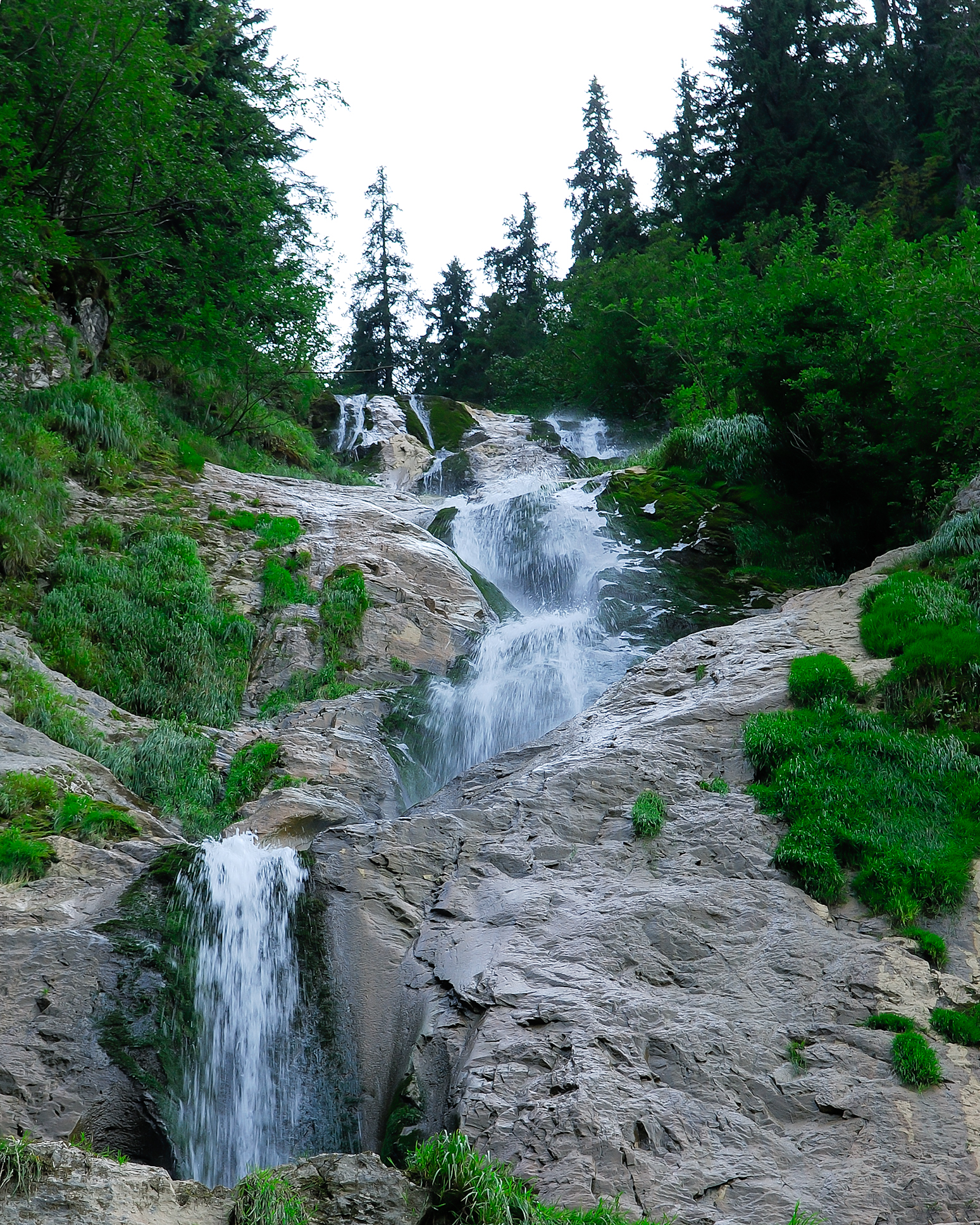
Cascada cailor din (Cea mai înaltă cascadă din România) Rezervația naturală Piatra Rea

Rezervația naturală Piatra Rea este situată la nord de creasta principală a Munților Rodnei și protejează – într-un perimetru de cca. 70 ha – formațiuni geologice spectaculoase, o floră rară și un peisaj alpin deosebit.
De asemenea, sunt puse sub protecția legii o serie de specii de plante și animale declarate monumente ale naturii.
Aici se pot aminti: Cochlearia pyrenaica, Leontopodium alpinum, Lychnis nivalis, Silene nivalis, Hieracleum carpaticum, Primula longiflora, Soldanella carpatica, Rhododendrom kotschyi, Pinus mugo, Pinus cembra și Taxus baccata.
Din fauna ocrotită fac parte: Rupicapra rupicapra, Marmota marmota, Lynx lynx, Tetrao urogallus, Lyrurus tetrix, Aquila chrysaetos, Aquila pomarina.
Pentru ocrotirea lostriței (Hucho hucho) – specie endemică bazinului dunărean, relict al apelor glaciare – sunt puse sub protecție cursurile de apă în care ea este cantonată (râul Vaser pe o lungime de 18 km, de la cantonul silvic Cozia până la confluența cu Vișeul).
Studiile privind zonele naturale protejate care fundamentează Planul de Amenajare a Teritoriului Național au selectat întregul masiv al Munților Rodnei în cazul zonelor cu valoare deosebită.

## Personalități locale
- Popa Lupu Sandru, căpitan în armata lui Rackoczi și, ulterior, protopop de Borșa. În septembrie 1717 a organizat atacul împotriva hoardelor tătare, ce se îndreptau spre Moldova cu pradă și prizonieri, zdrobindu-le.
- Artemie Anderco (1853-1877), scriitor. Vol. Jurnalul (1934).
- Gavrilă Mihali Ștrifundă (1901-1961), primar legendar, erou. A împiedicat anexarea Maramureșului istoric (partea de sud) la Ucraina, în 1945, după puciul lui Ion Odoviciuc.
- Nicoale Vancea (1909-1974), învățător, inspector școlar, jurnalist, jurist, diplomat, ambasador; prefect al jud. Maramureș (august 1946-aprilie 1949).
- Nicoară Timiș (1924-2011), director al Casei Creației Populare Maramureș. Inițiator al manifestărilor Sâmbra oilor, Tânjaua de pe Mara, Hora la Prislop, Târgul cepelor, Festivalul de Datini Marmația etc.
- Vasile Timiș (1897 - 1984), deputat în Marea Adunare Națională de la Alba Iulia 1918

## Localități înfrățite
Borșa este înfrățită cu localitatea Salgotarjan din Ungaria, iar în prezent stabilește relații de înfrățire cu localitatea Hliboka din Ucraina, localitatea Borșia din Republica Cehă, localitatea Rokiskis din Lituania și localitatea Asolo din Italia. Pentru promovarea orașului în țările Uniunii Europene, primăria orașului Borșa a participat la mai multe târguri de turism din țări precum Polonia, Cehia și Slovacia.

## Galerie foto

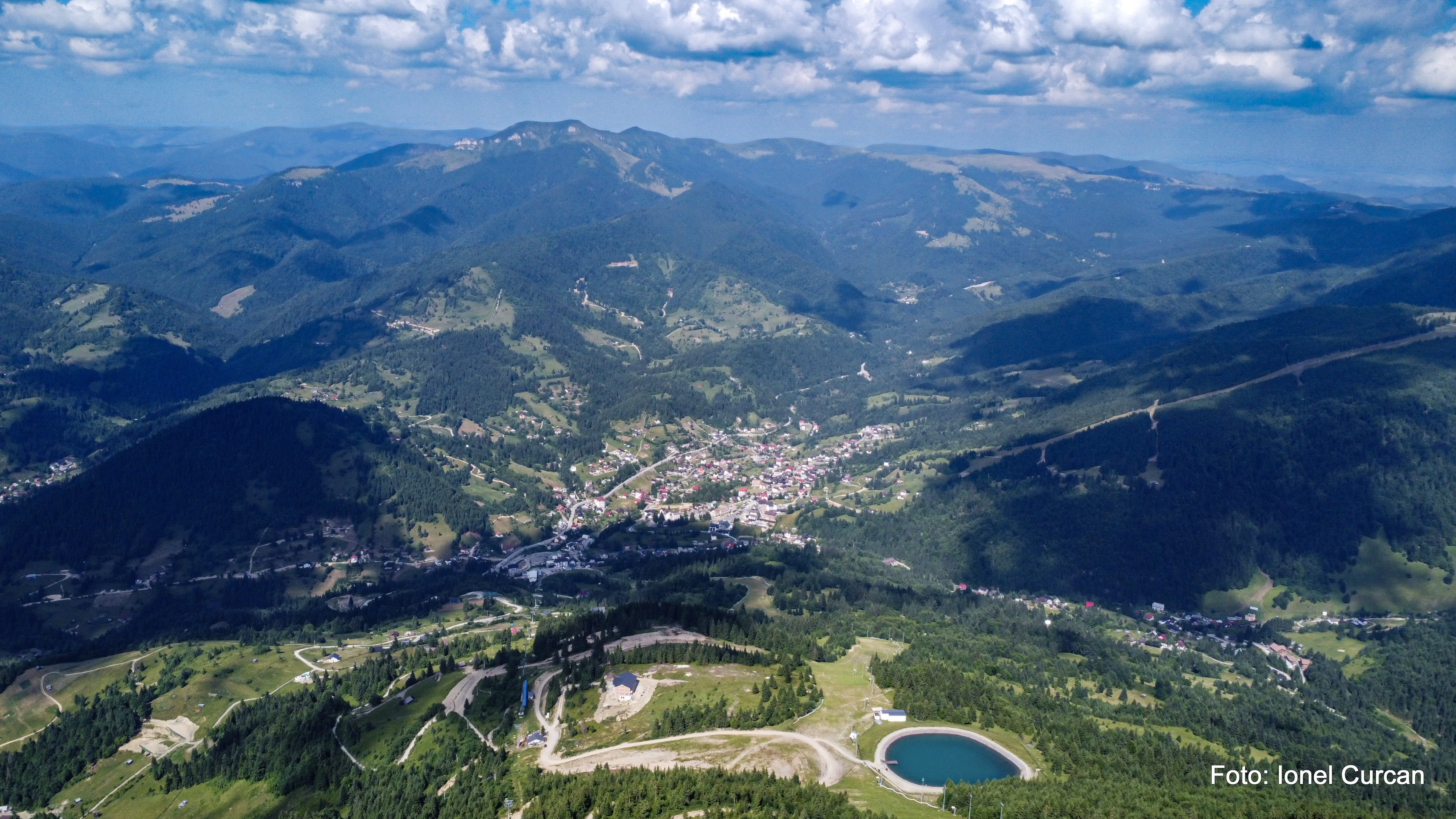
Stațiunea Borșa, fotografiată din drona, sus la stația sosire Telegondola
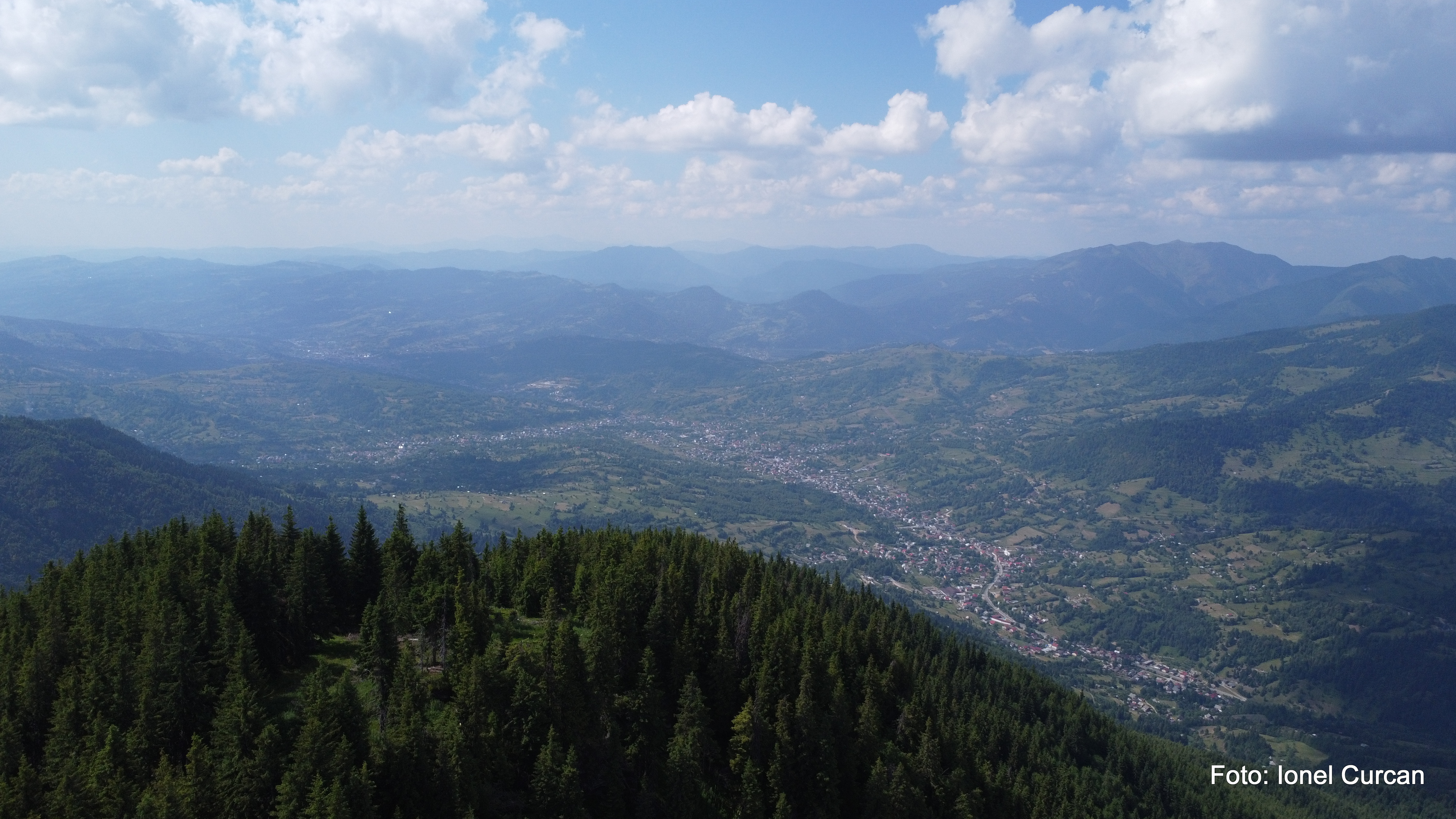
Borșa fotografiată din drona, la stația sosire
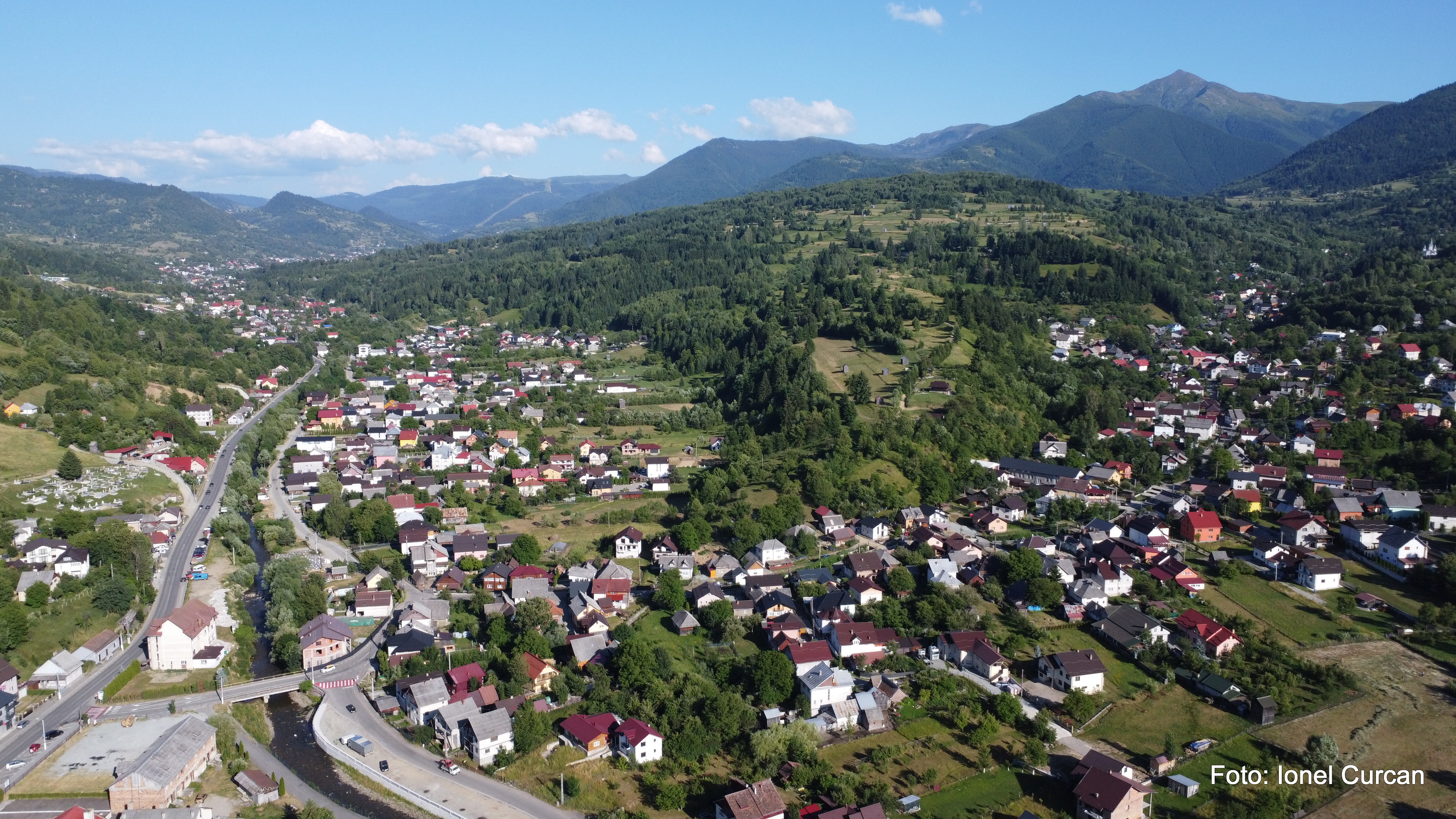
Borșa fotografiată din dronă
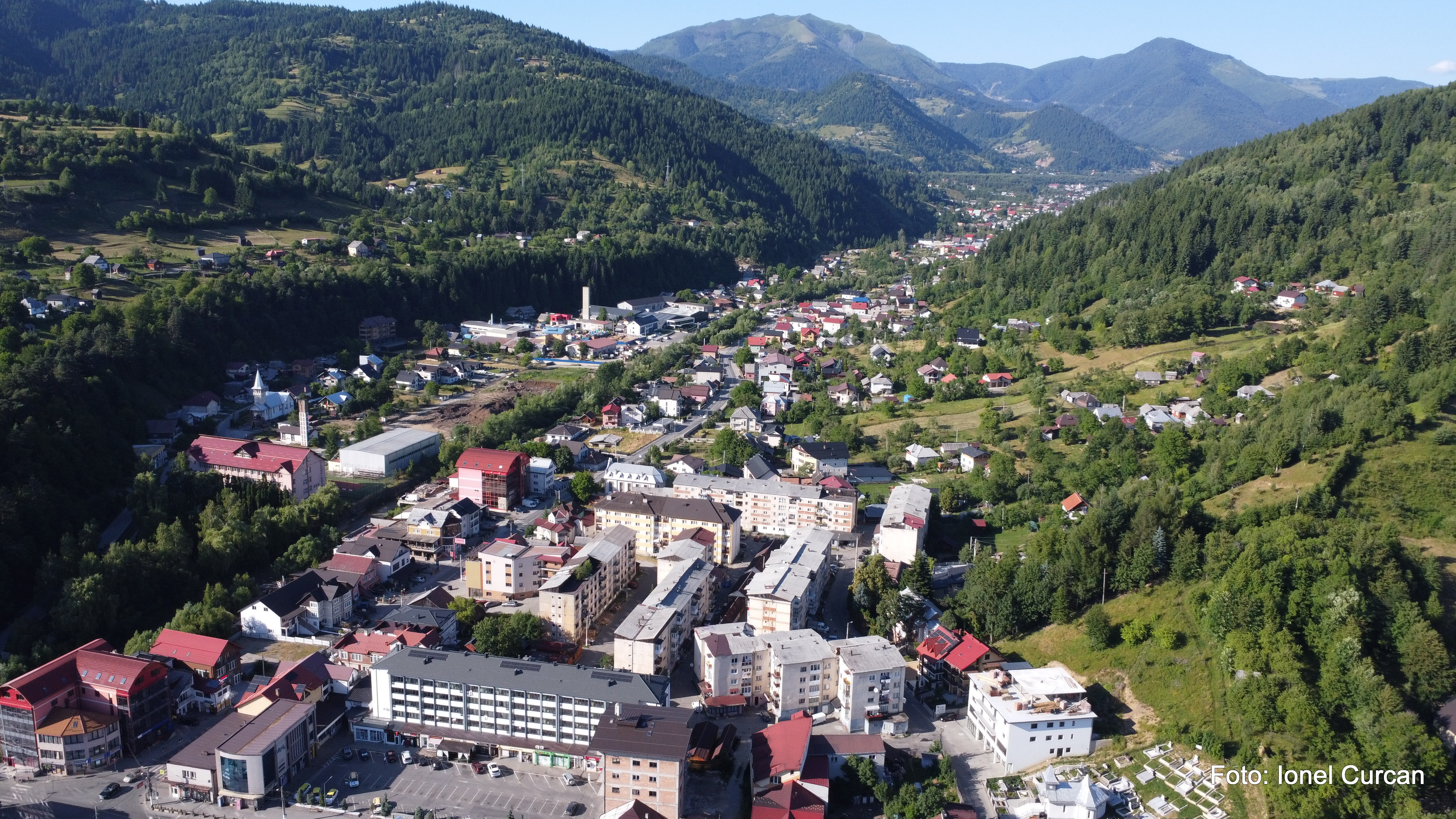
Borșa fotografiată din dronă
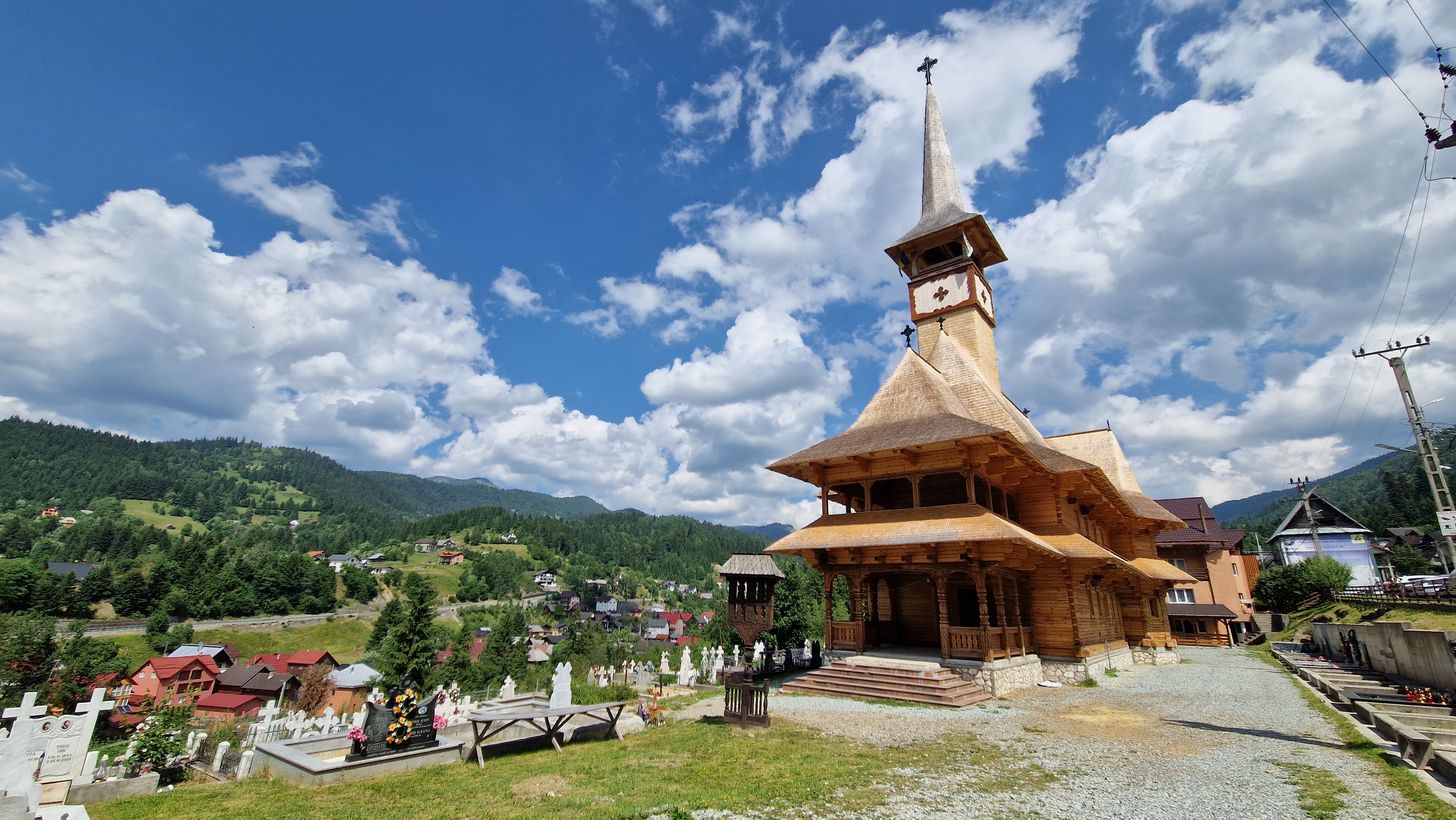
Biserica de lemn din Borșa, reconstruită după incendiu
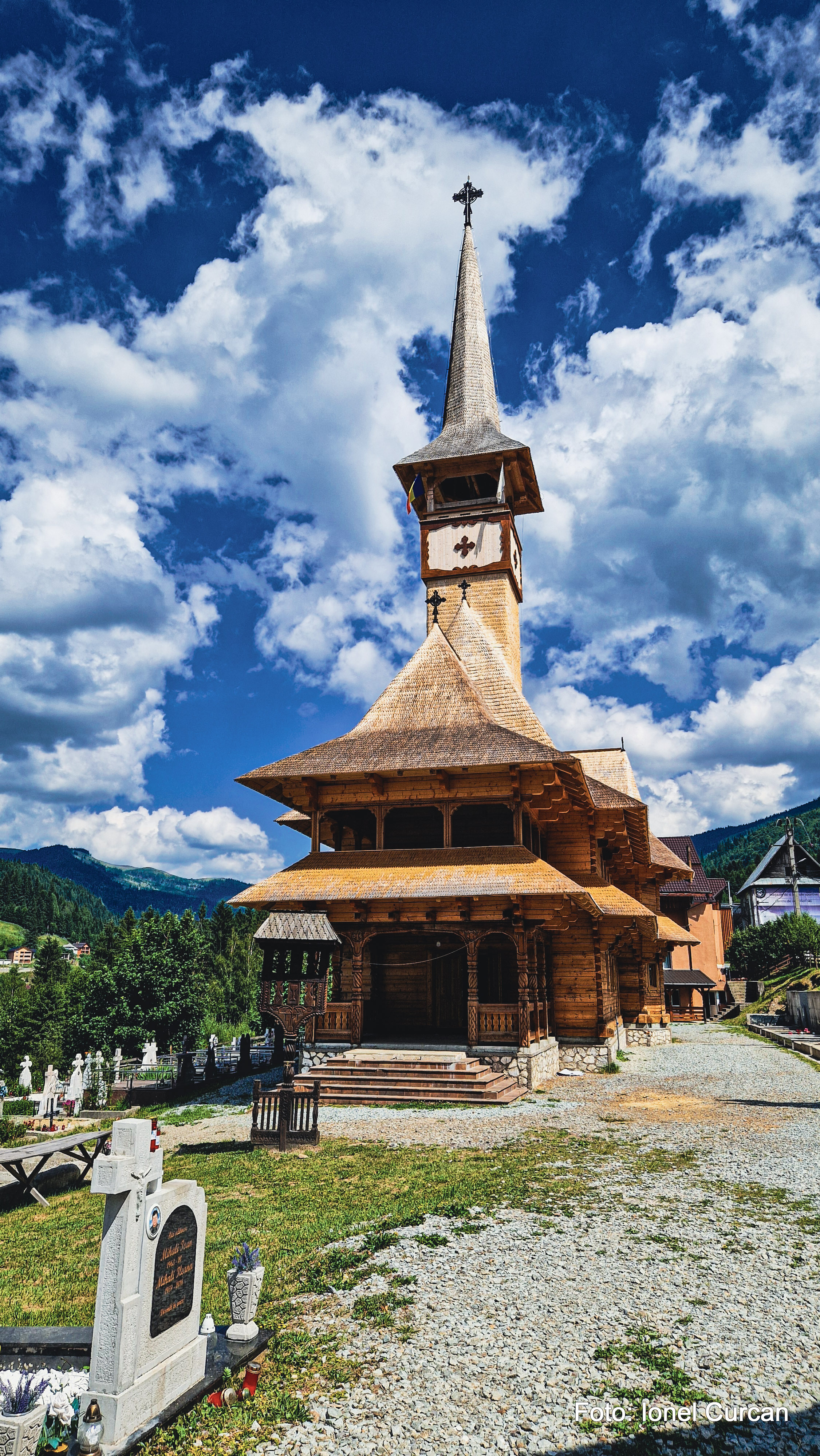
Biserica de lemn din Borșa,
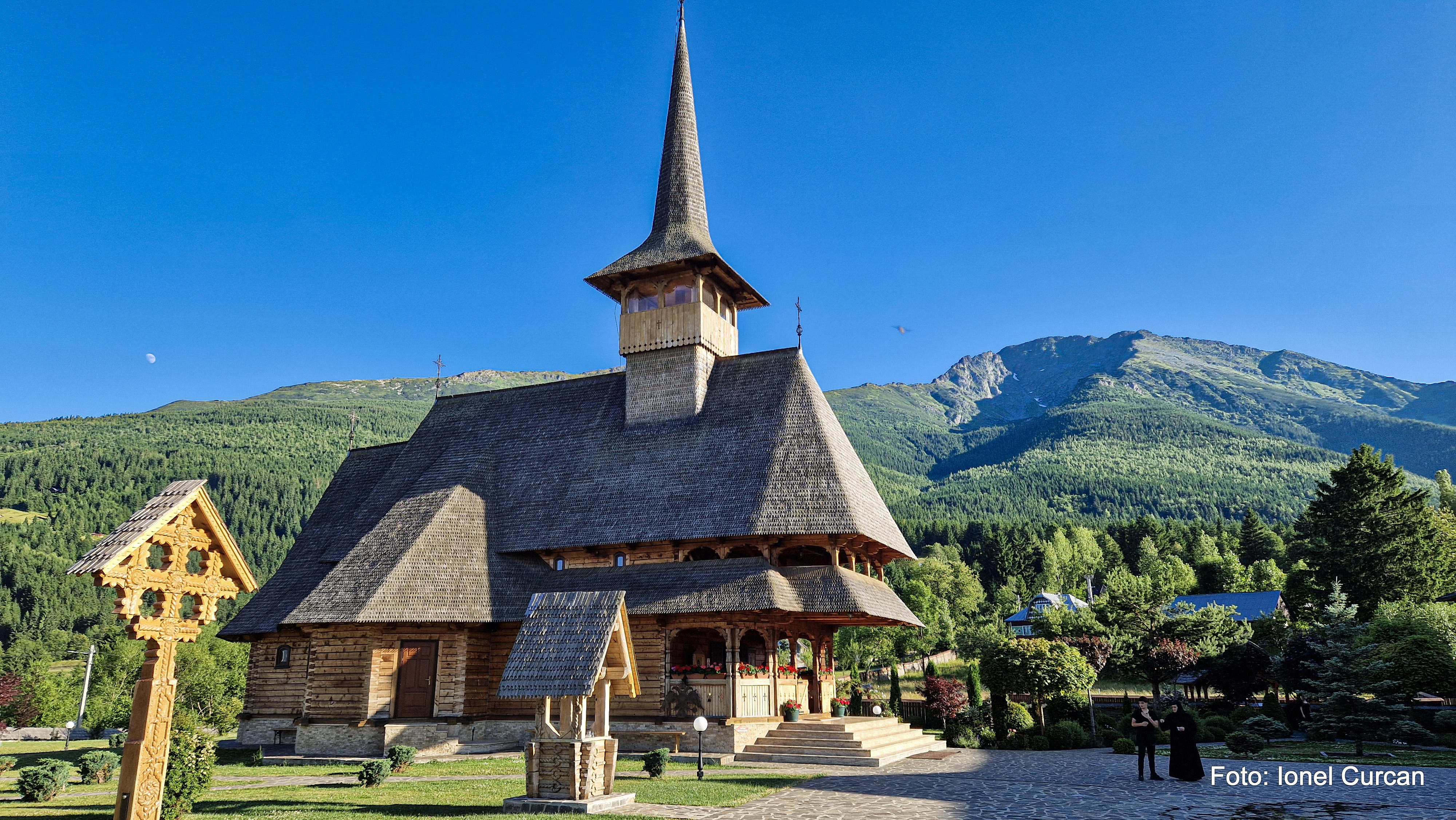
Manastirea Pietroasa din Borșa
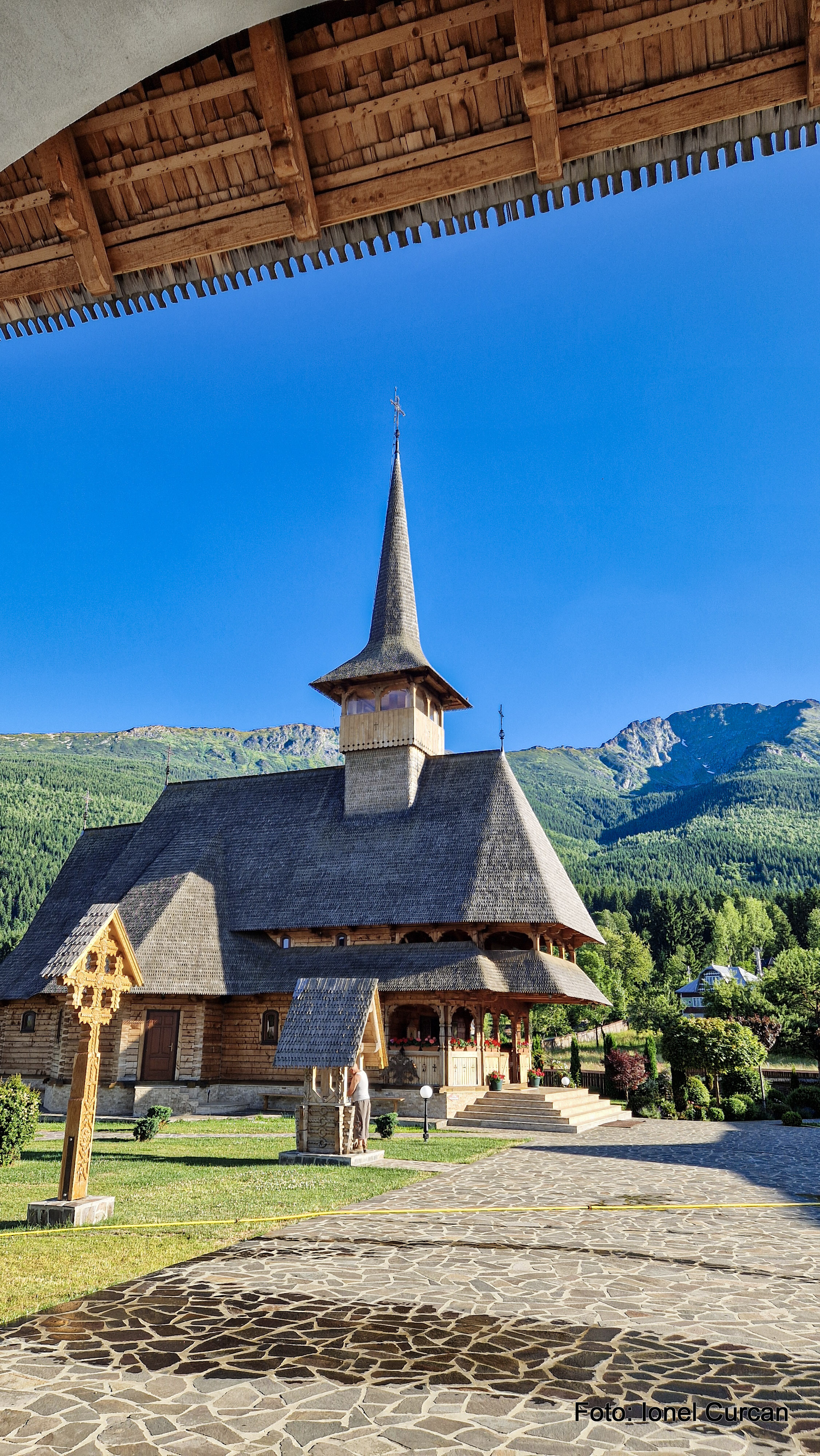
Manastirea Pietroasa
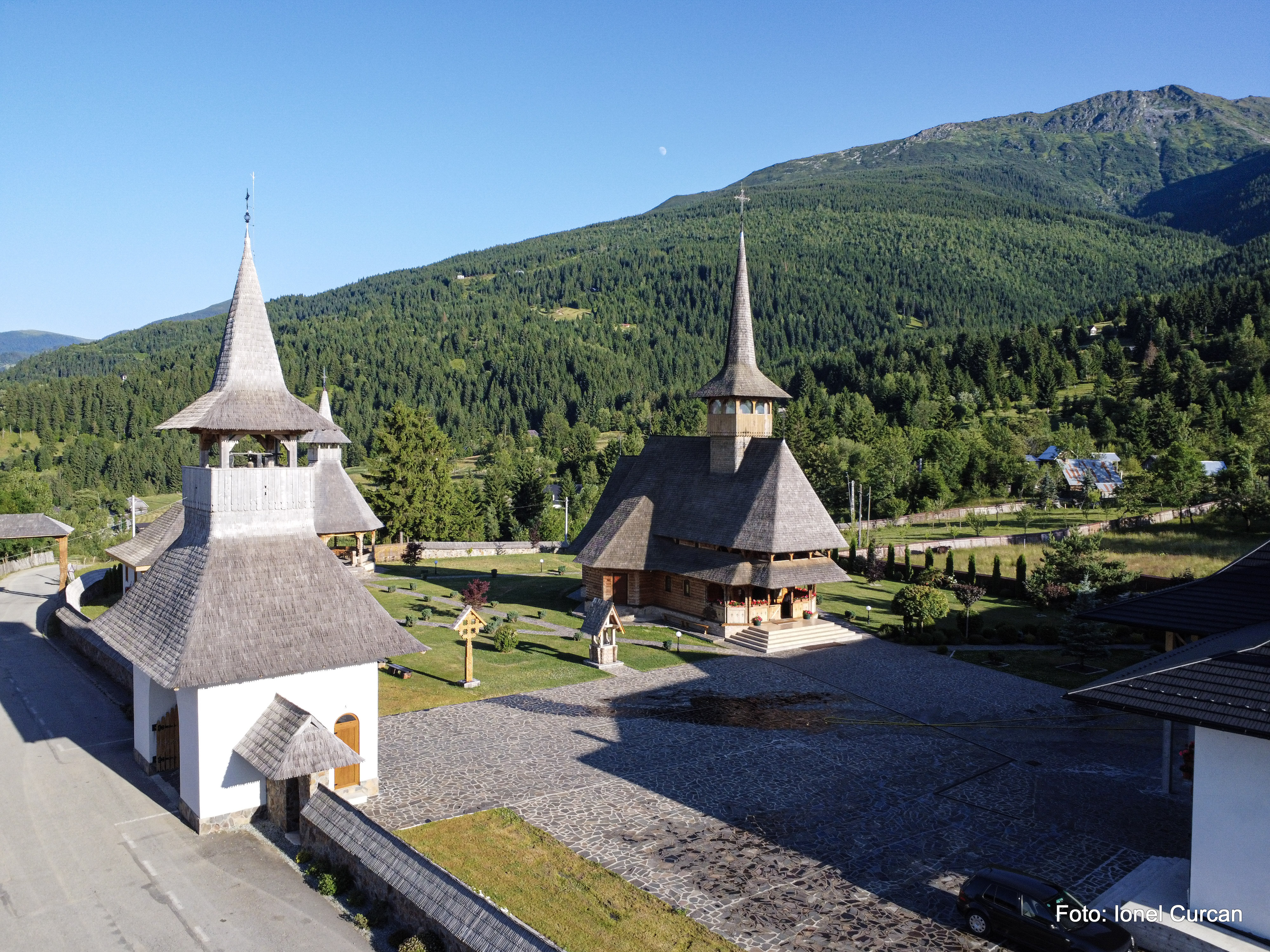
Manastirea Pietroasa
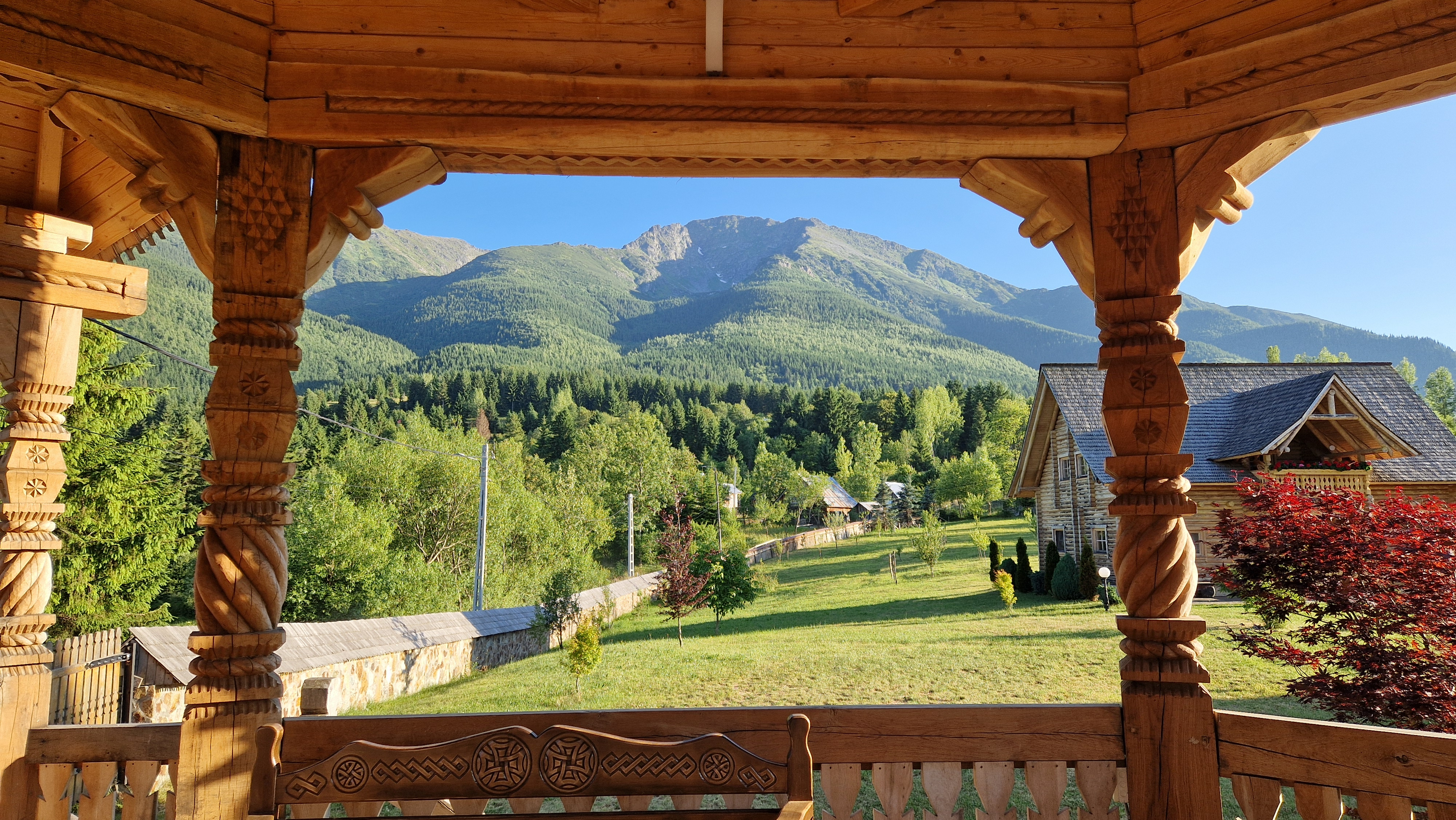
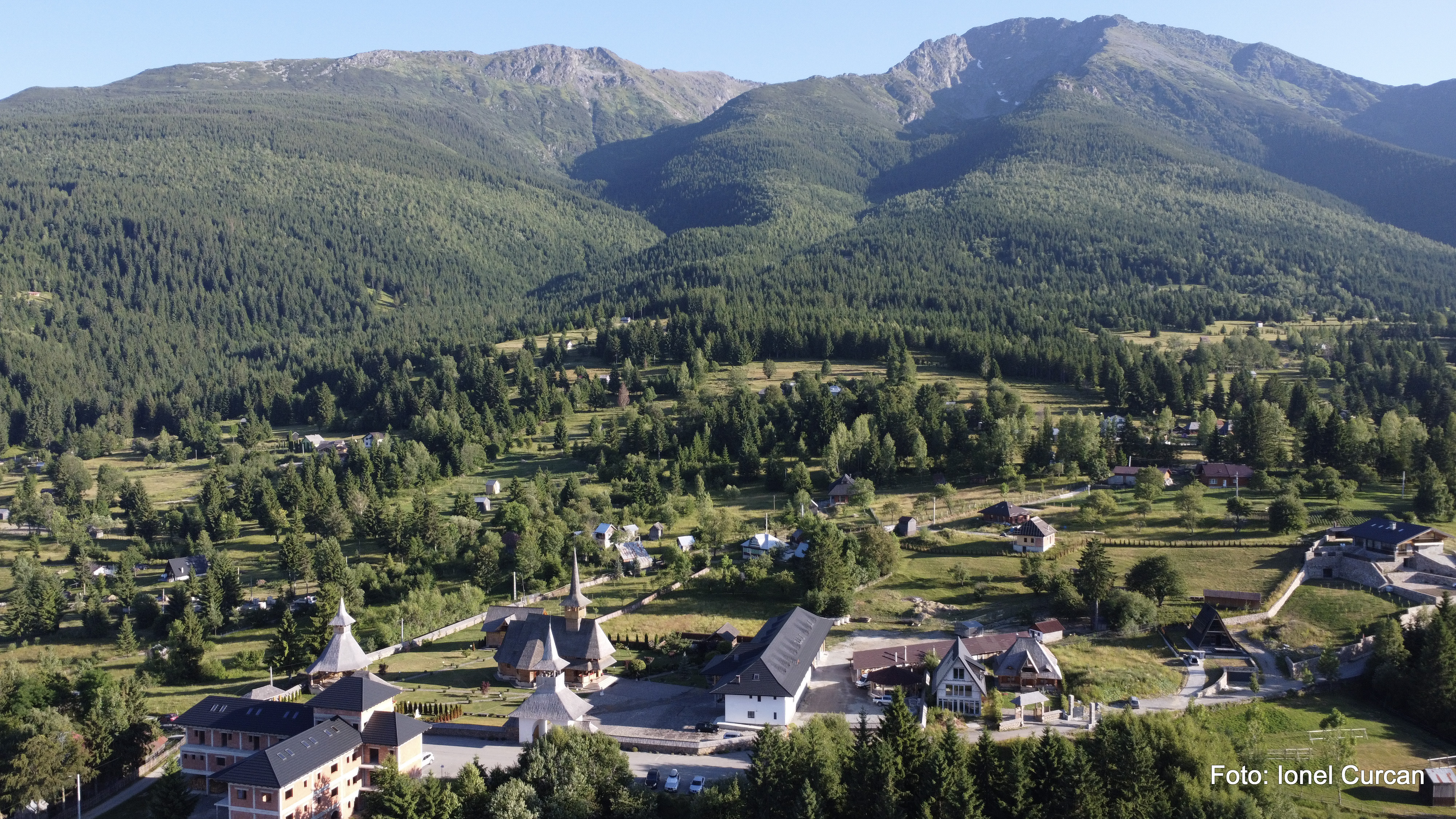
Manastirea Pietroasa văzută din dronă
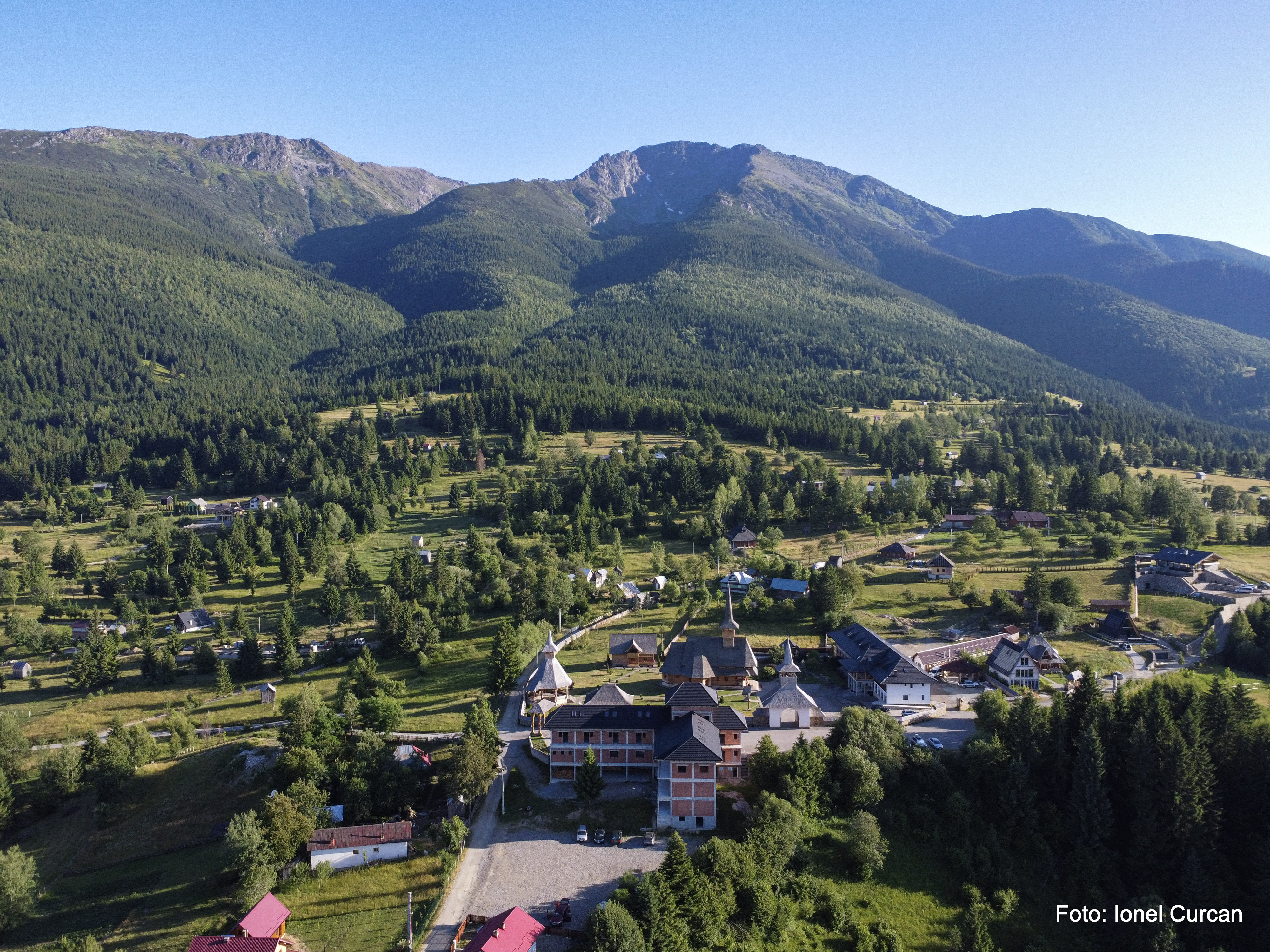
Manastirea Pietroasa
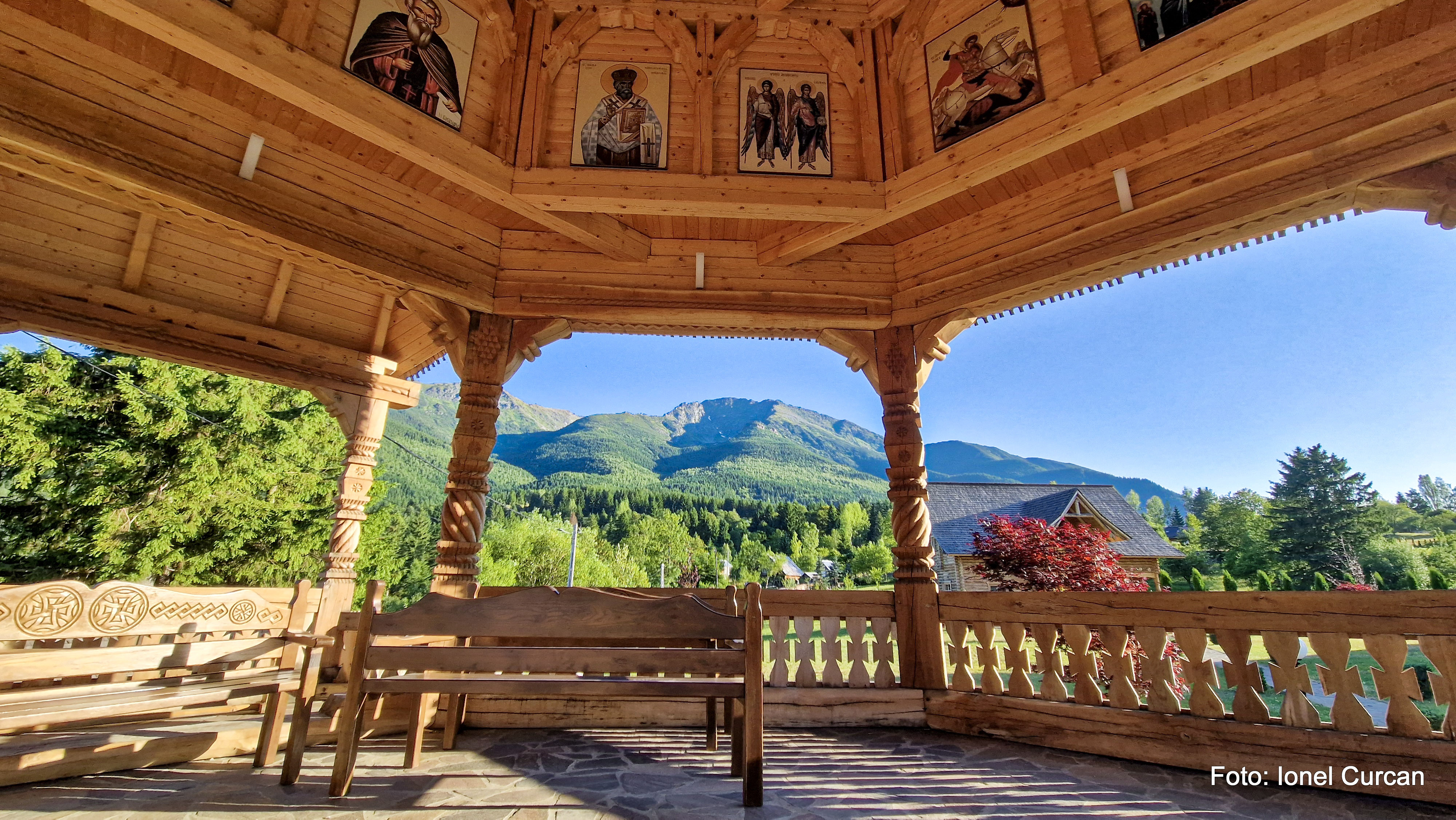
Vedere spre munte, Mănăstirea Pietroasa
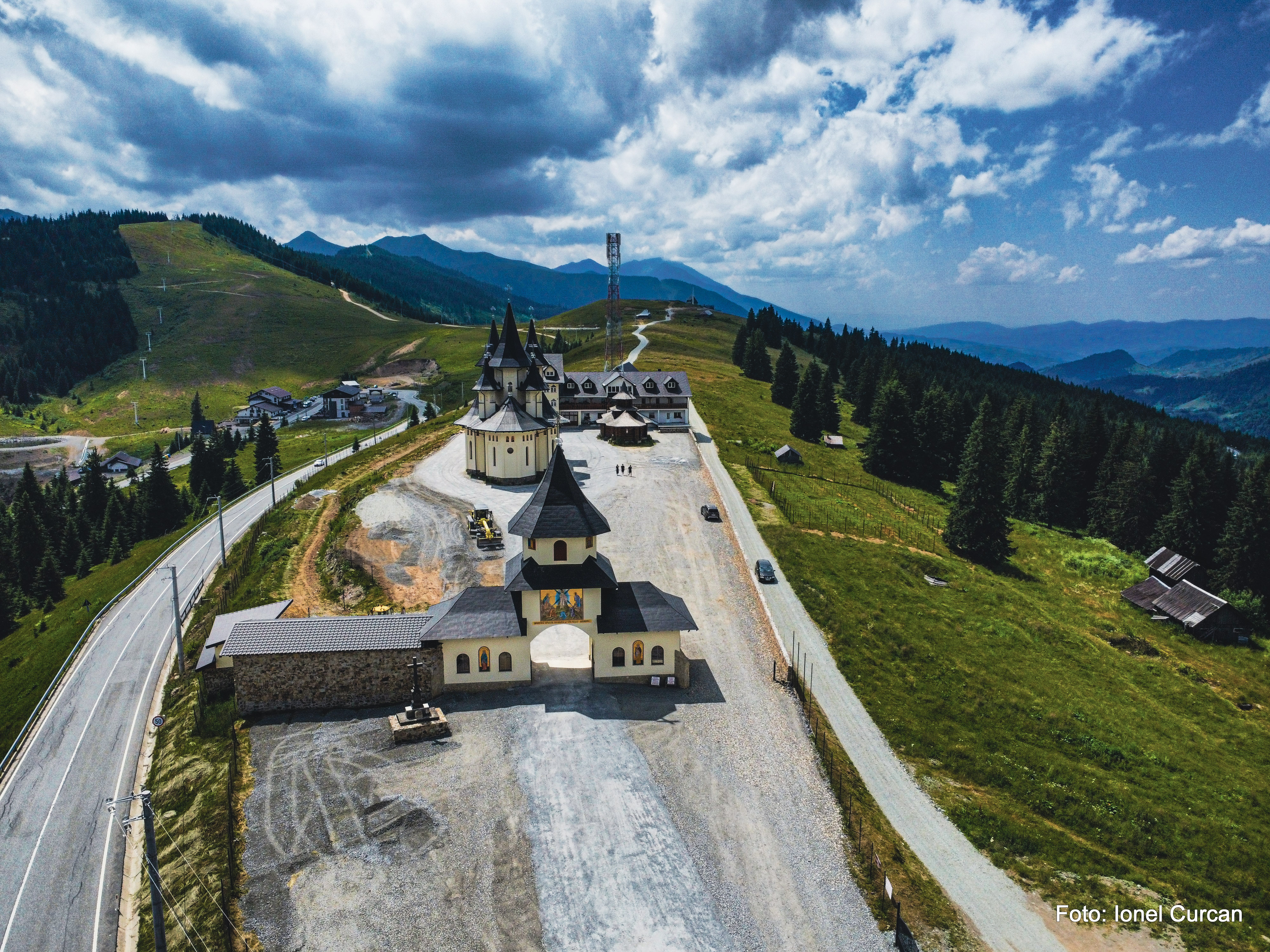
Mănăstirea Schimbarea la Față Prislop
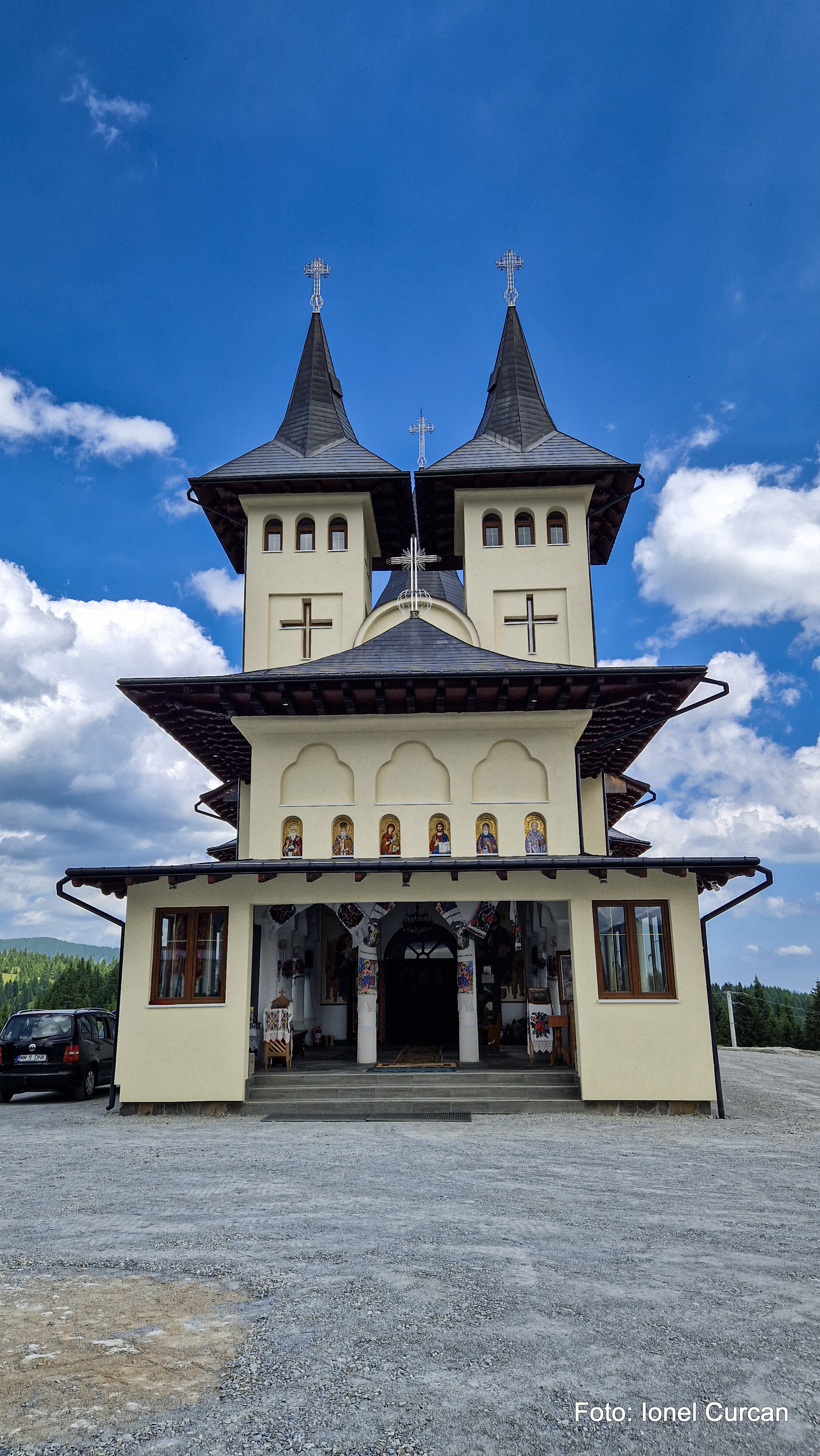
Mănăstirea Schimbarea la Față Prislop
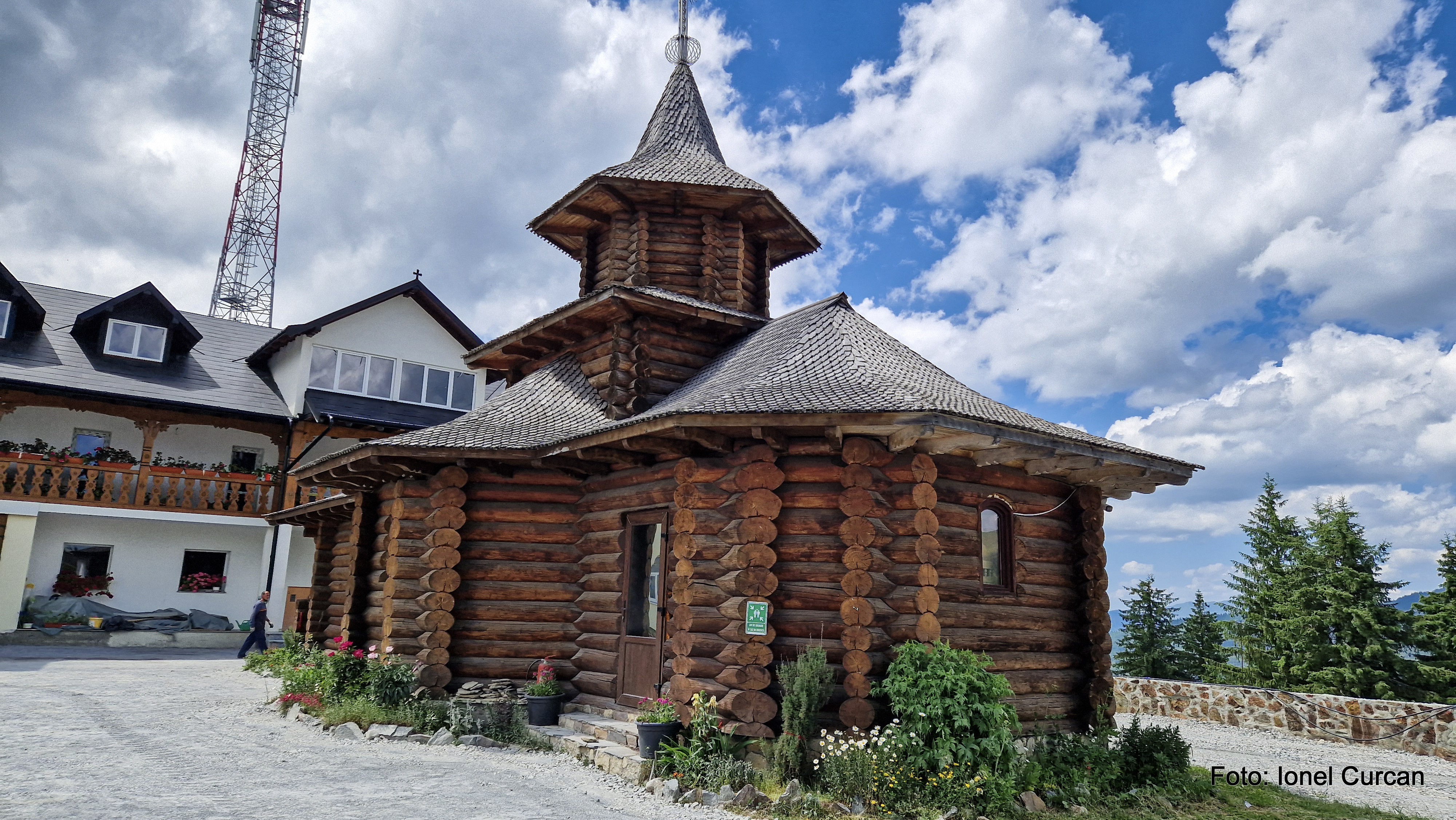
Mănăstirea Schimbarea la Față Prislop
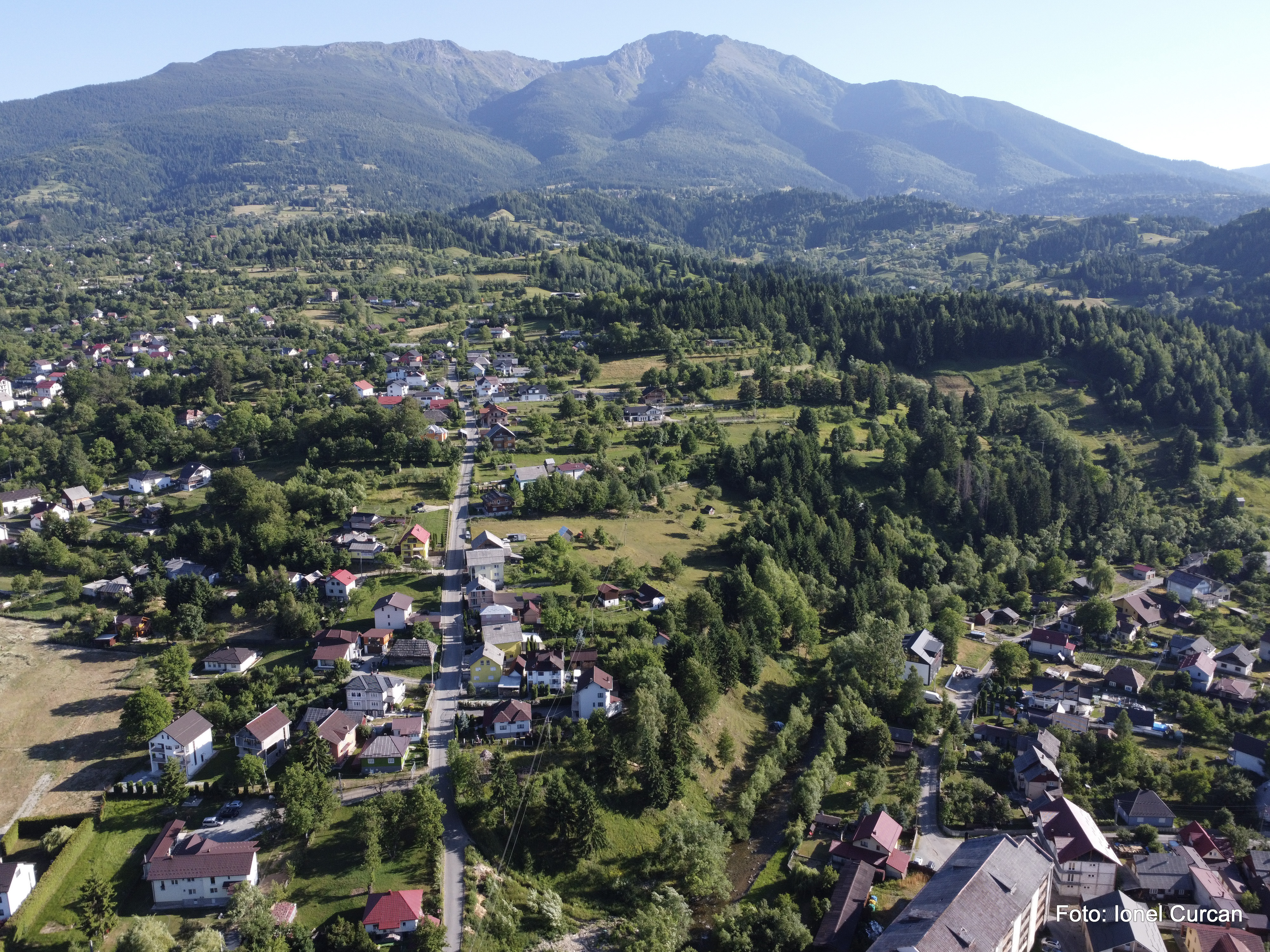
Orașul Borșa
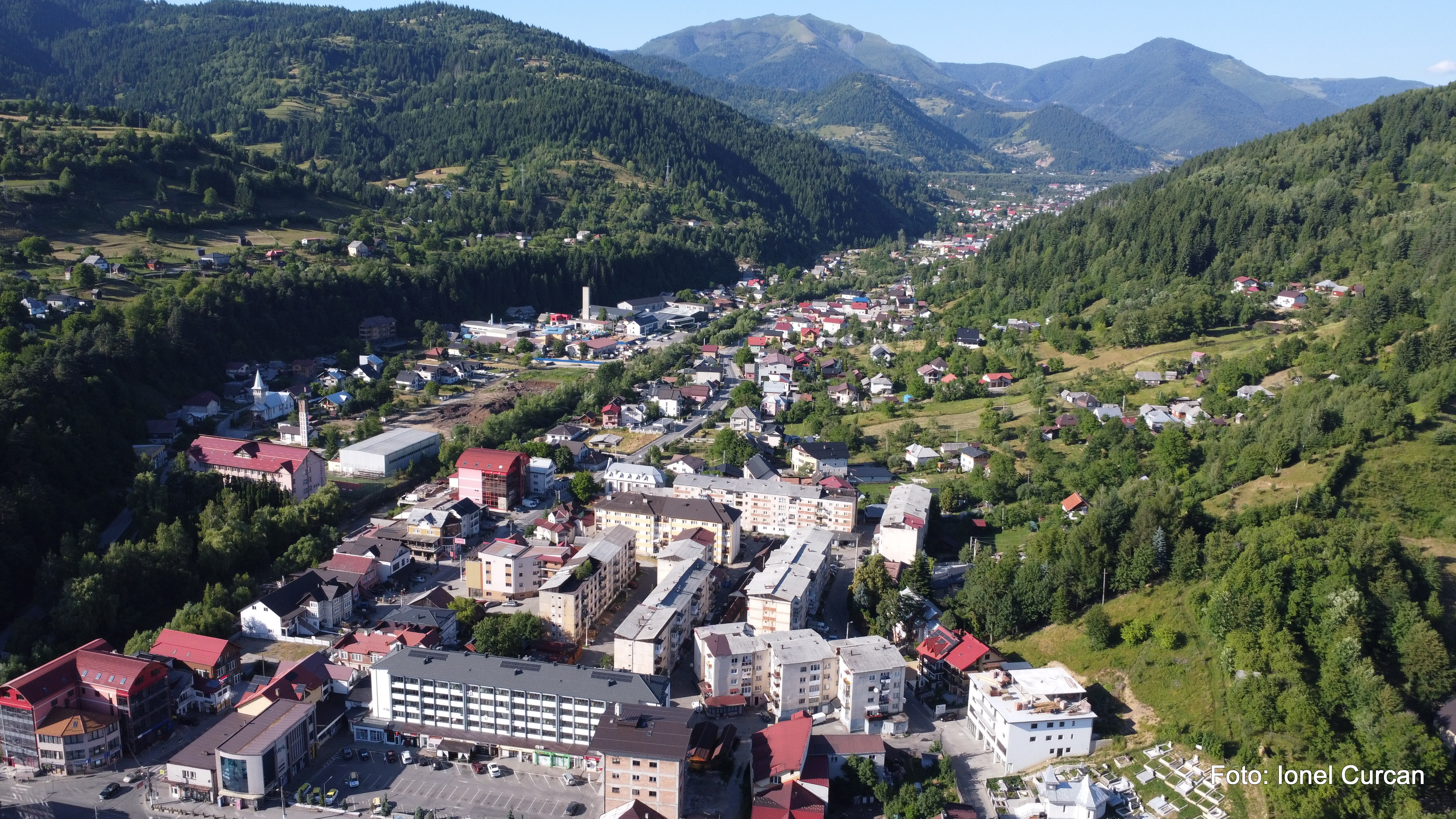
Orașul Borșa
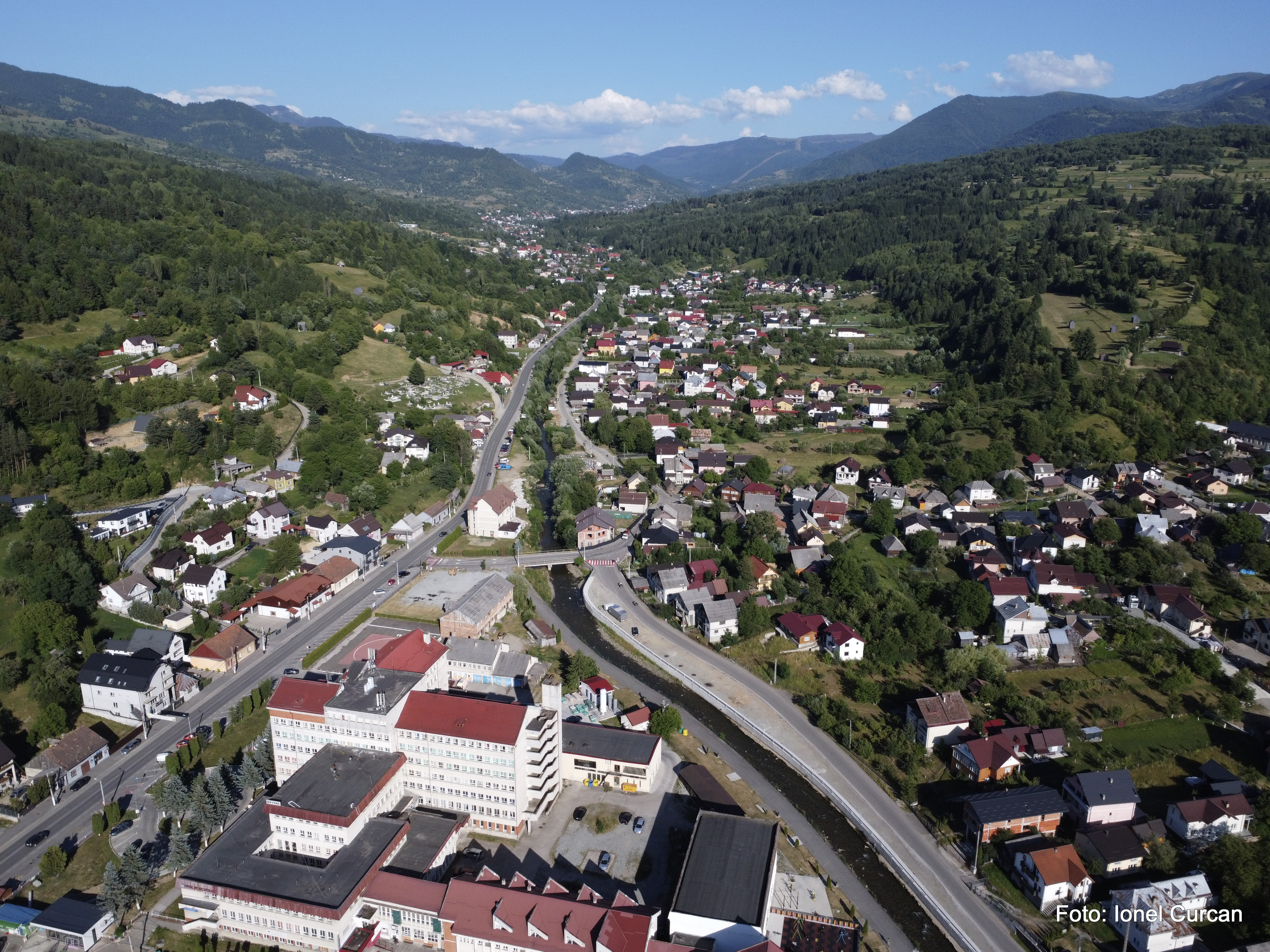
Orașul Borșa văzut de sus
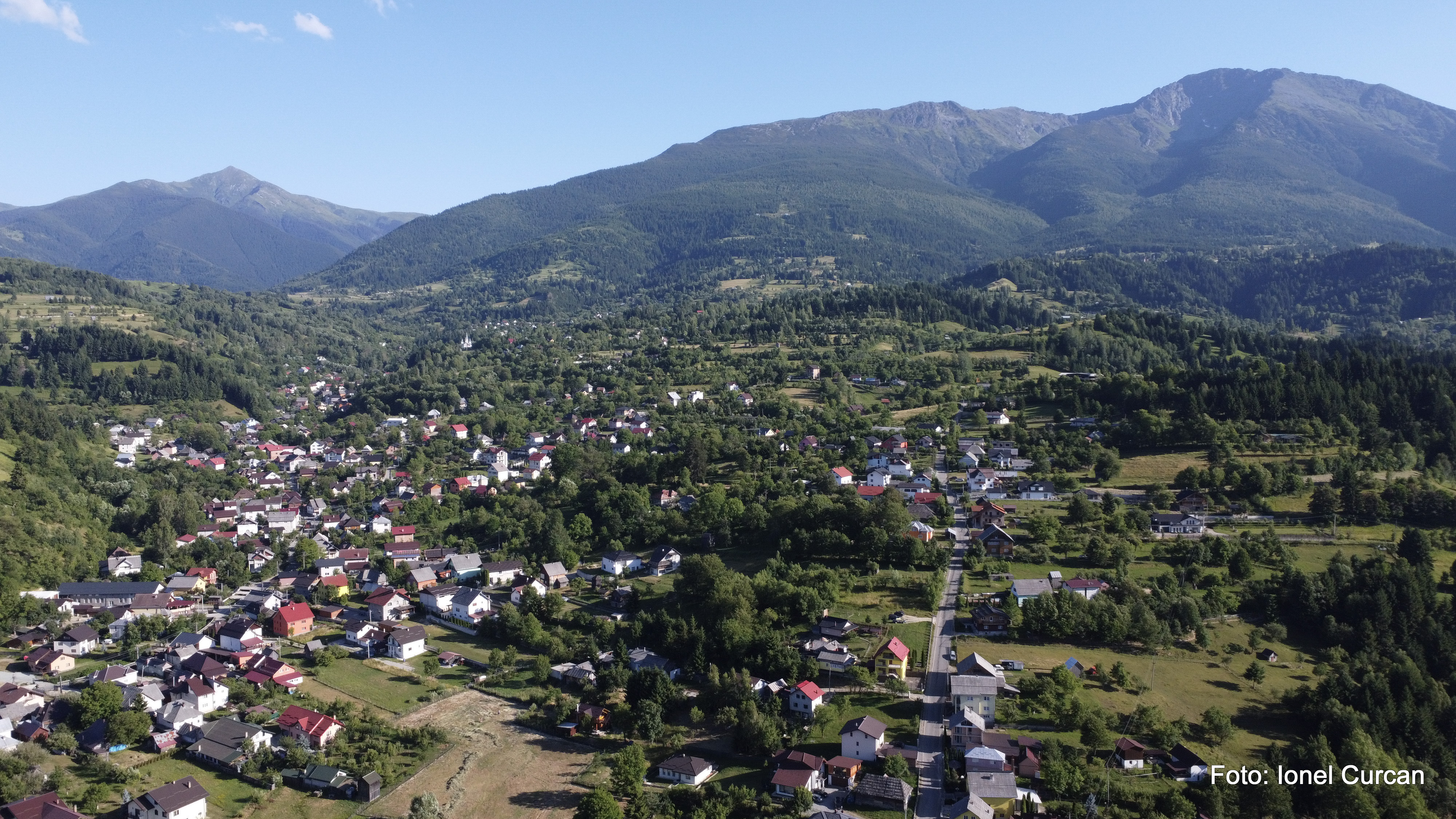
Orașul Borșa văzut de sus
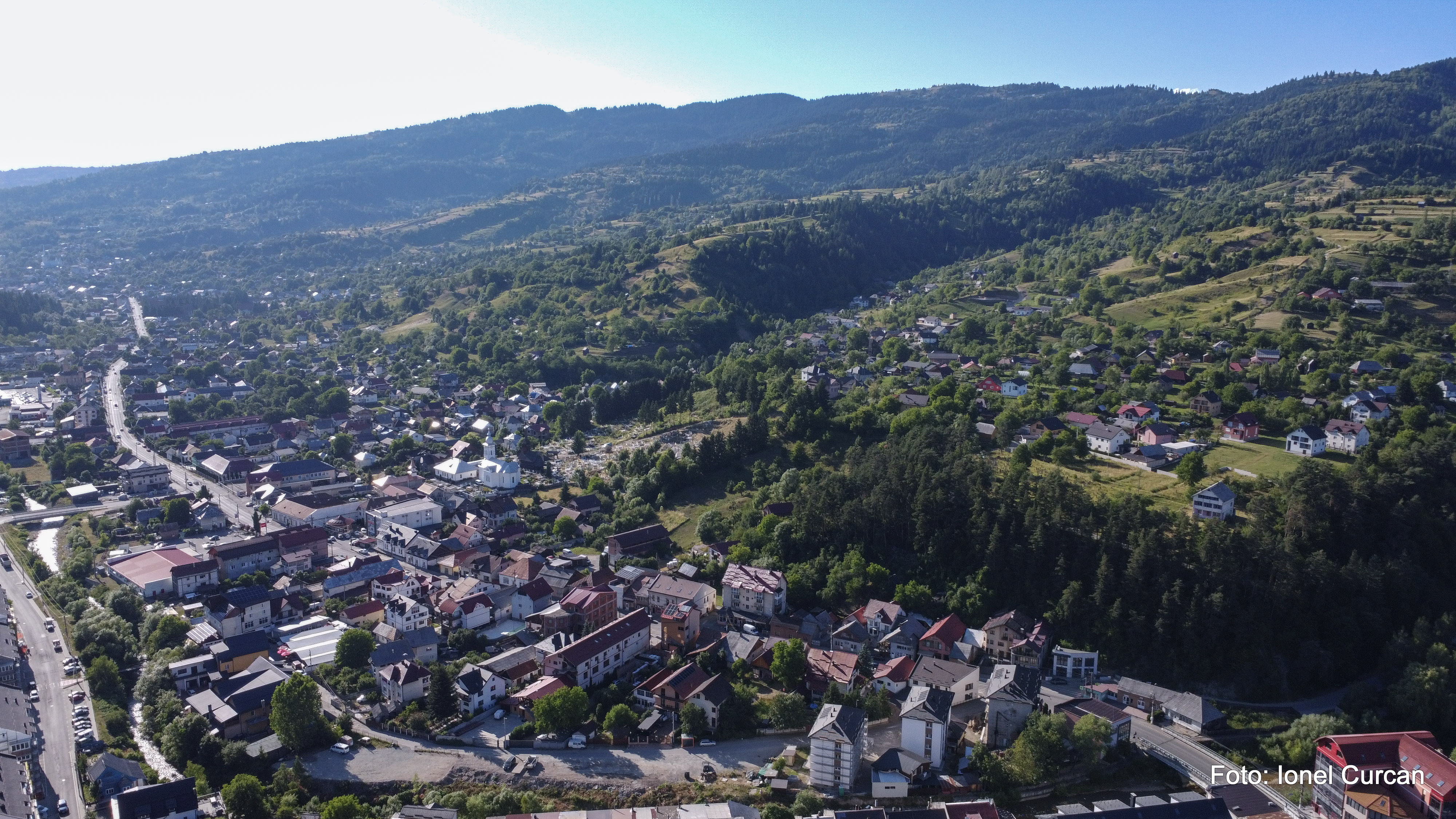
Orașul Borșa văzut de sus
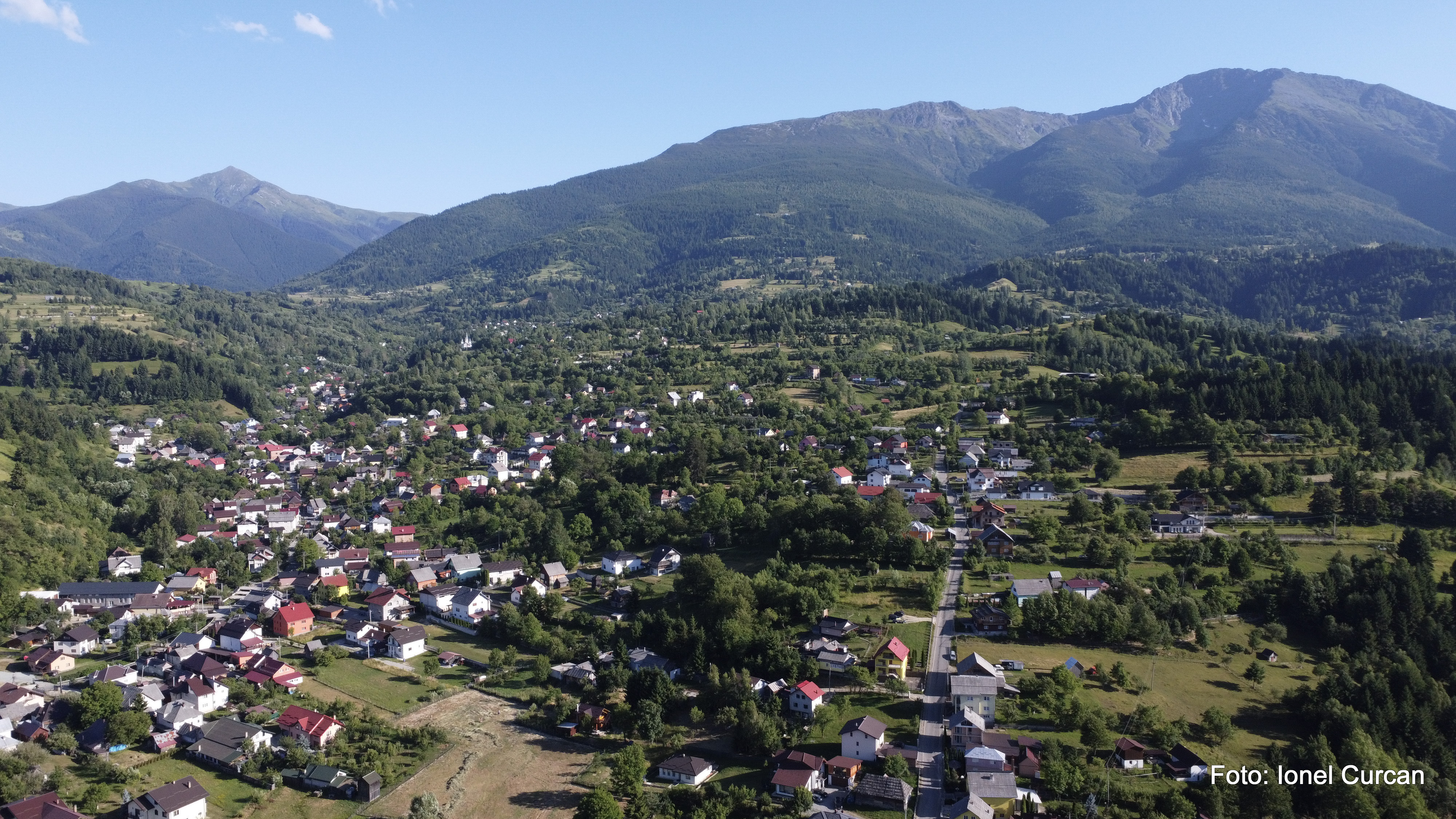
Orașul Borșa văzut de sus
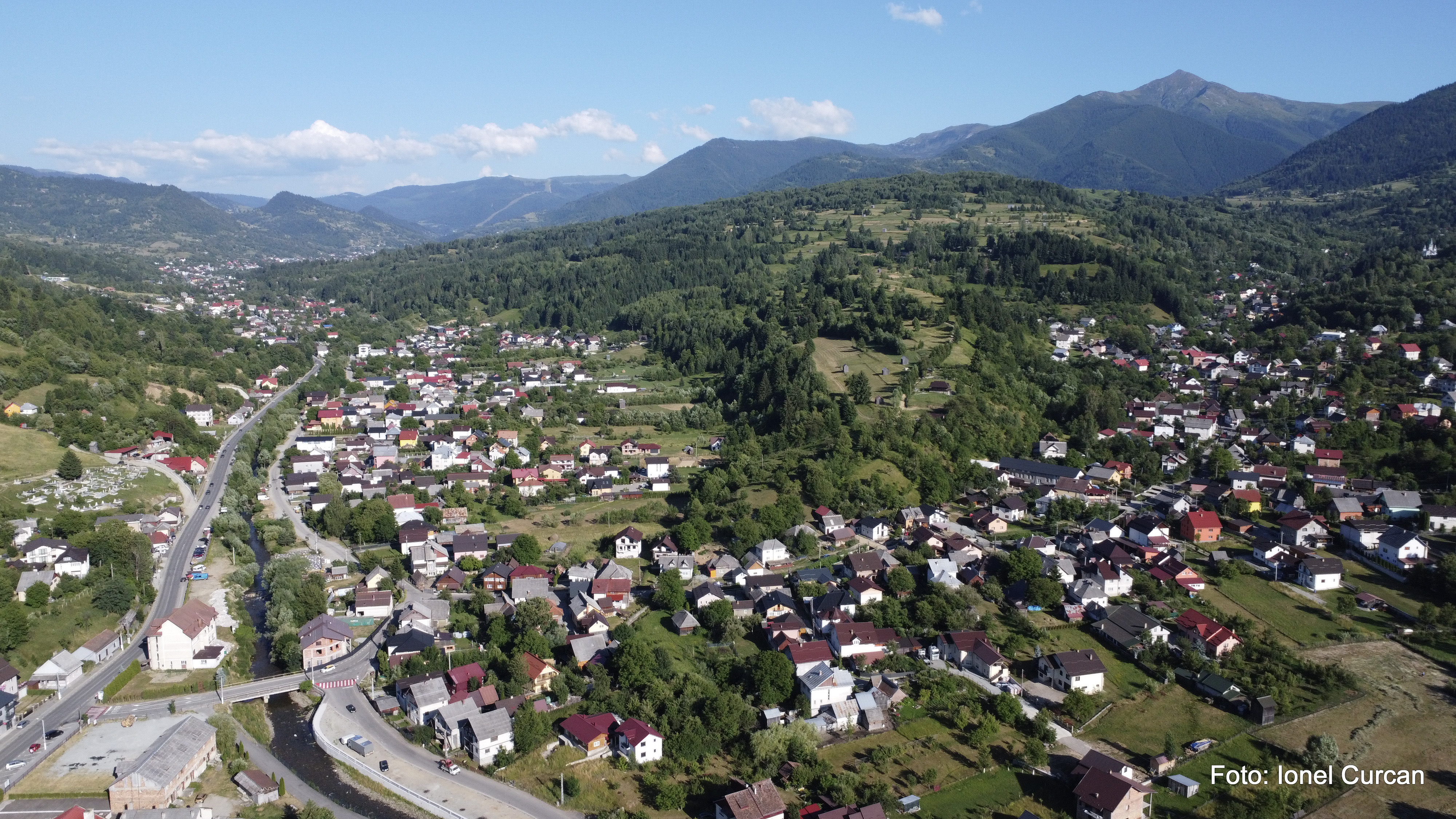
Orașul Borșa văzut de sus
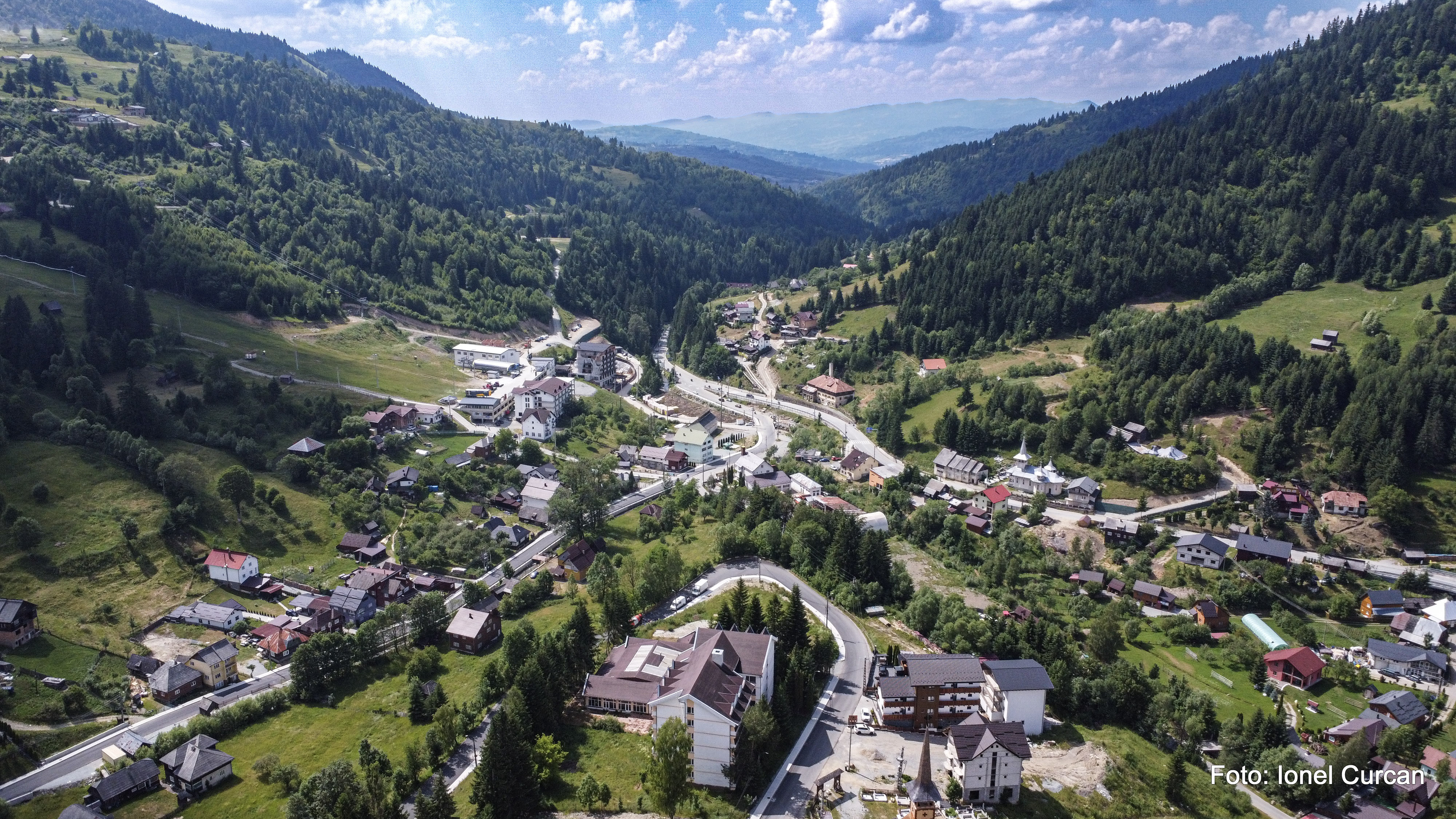
Statiunea Borșa fotografiată din dronă
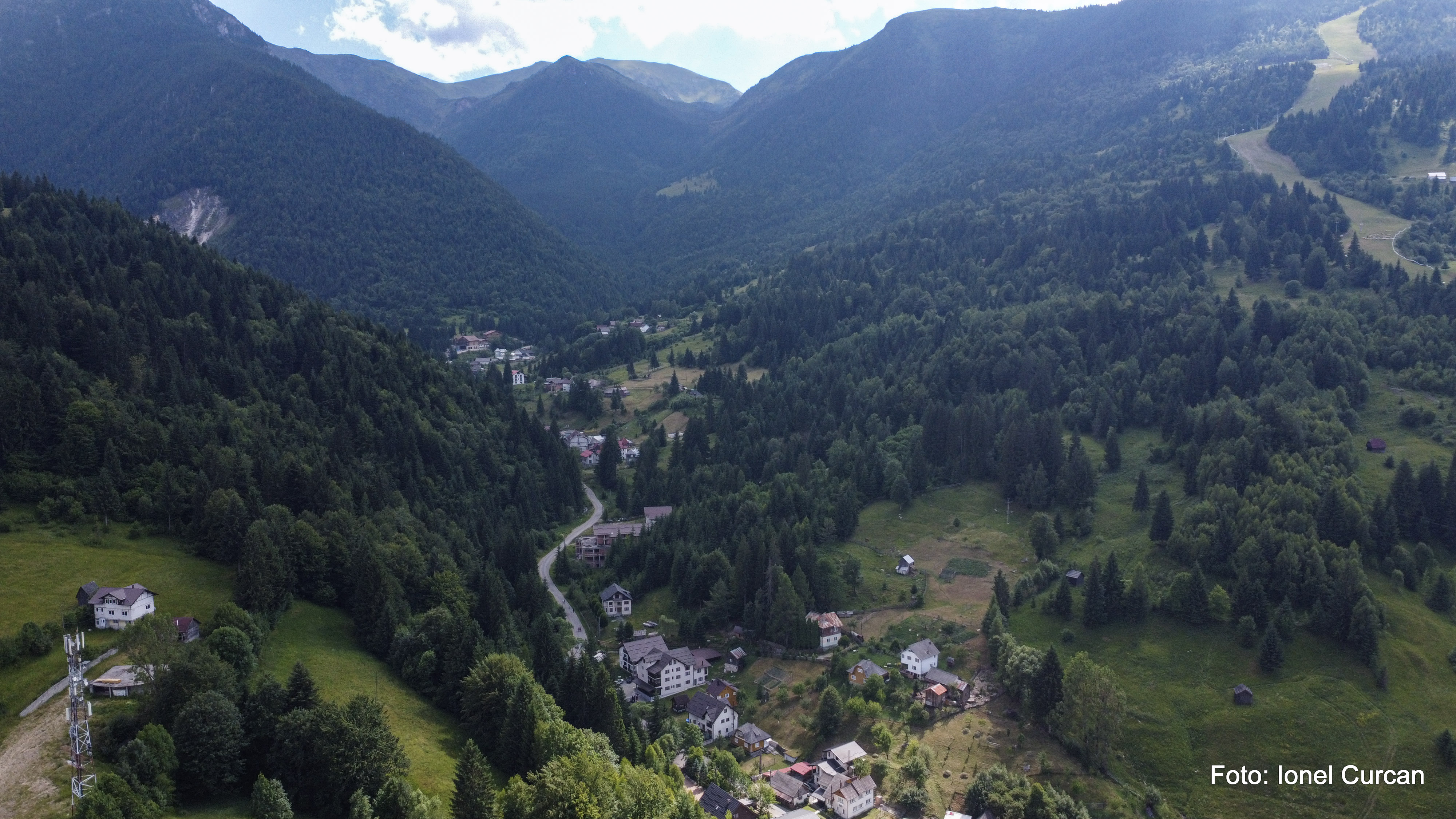
Statiunea Borșa fotografiată din dronă
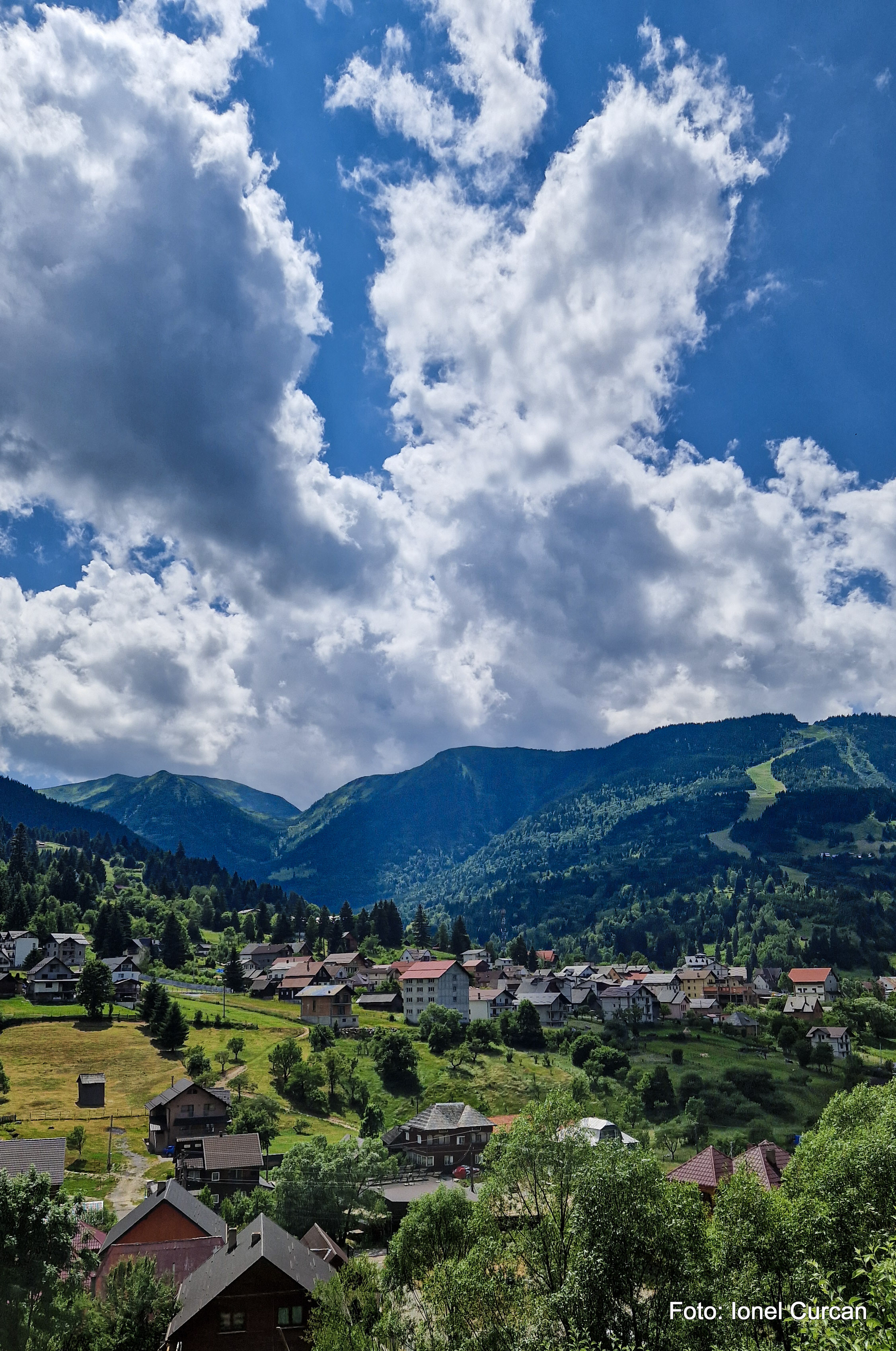
Case din Borșa
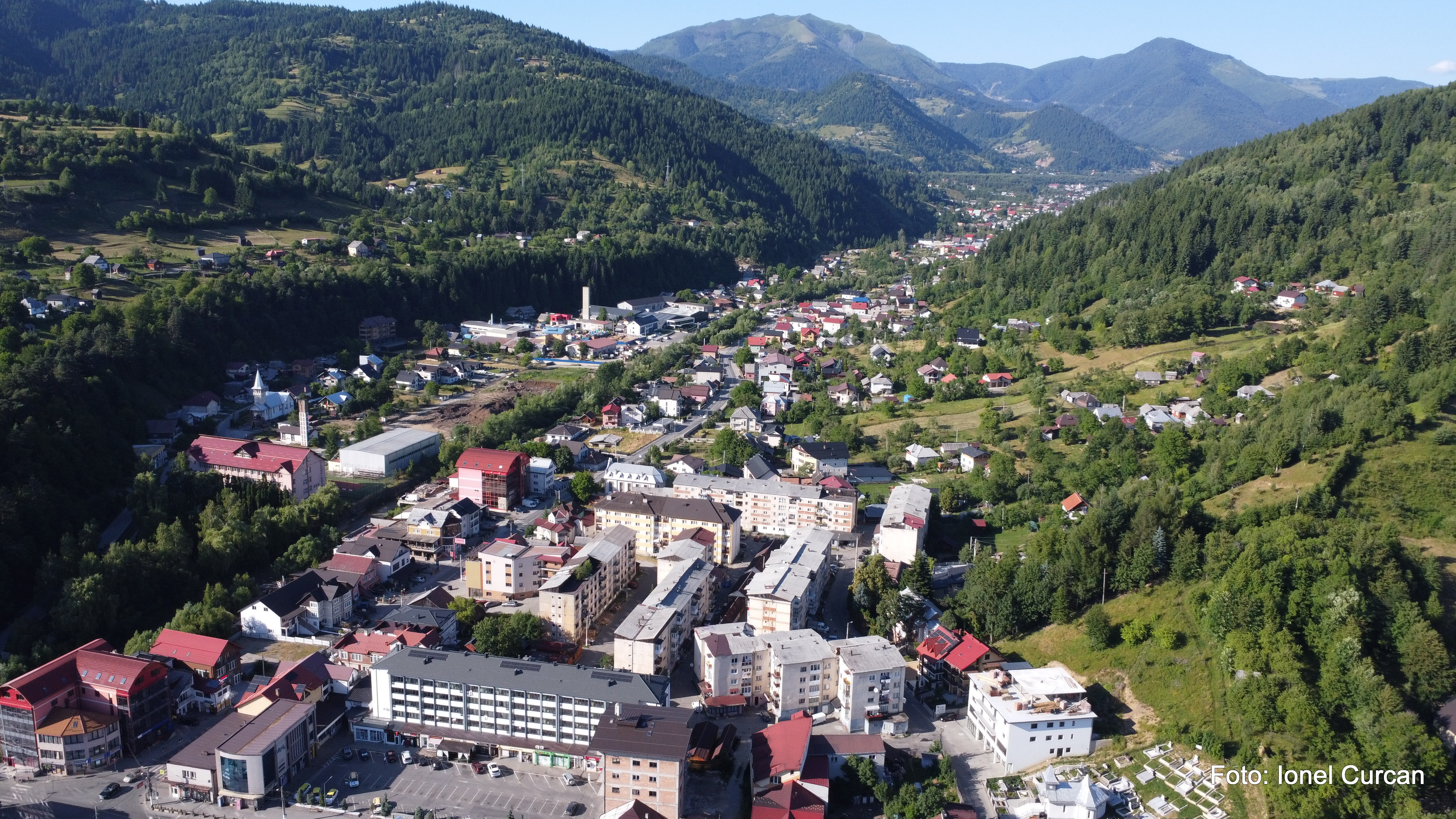
Borșa fotografiată din dronă